# Moda entre os anos de 1750 e 1795

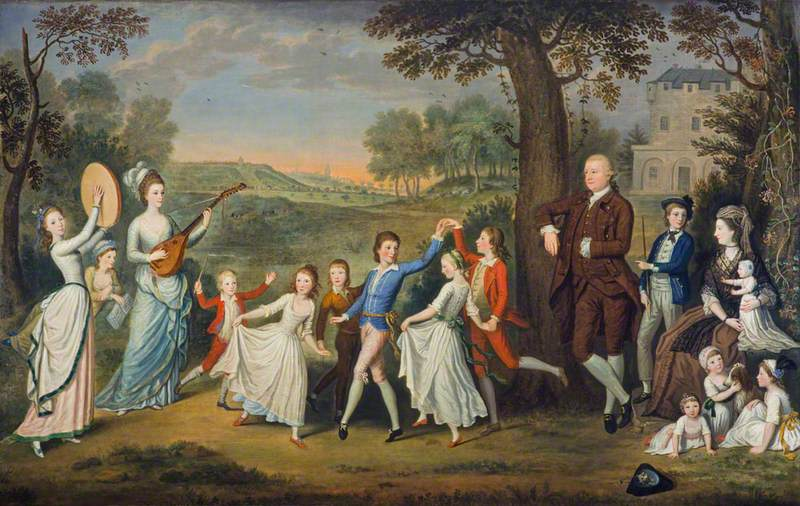
Familia de John Halkett of Pitfirrane. Inglaterra 1781.

A revolução industrial, que começara no Reino Unido no século XIX, revolucionou totalmente os meios de fabricação de roupas. Até então, os tecidos e as roupas eram produzidos manualmente, e por meios artesanais. A criação da spinning jenny, em 1764, pelo britânico James Hargreaves, e, posteriormente, da spinning mule, uma derivada da spinning jenny, em 1798, pelo britânico Samuel Crompton, foram uma das bases da Revolução Industrial. A spinning mule era capaz de fabricar tanto tecido quanto 200 pessoas, usando algumas poucas pessoas como mão de obra. Em 1780, Edmund Cartwright criou uma derivada capaz de se alimentar de uma turbina a vapor. Com tais máquinas disponíveis, fabricantes de roupas industrializadas vendiam roupas a baixos preços. A produção de roupas, ao menos nas grandes cidades, tornara-se quase completamente industrializada. Antigos artesãos que antes lucravam, faliram, e muitas pessoas pararam de fabricar suas roupas em casa. 
A moda passou a mudar mais e mais freqüentemente, mas apenas as pessoas ricas podiam se dar ao o luxo de adquirir a última tendência da moda. Os franceses continuaram a ditar a moda na Europa até o início da Revolução Francesa, no final do século XVIII, quando a Inglaterra assumiu a dianteira, até o final da Revolução, quando a França retomou a liderança no cenário da moda européia. Dado ao status de riqueza e poder de roupas complexas e elaboradas, ao longo da Revolução, muitos nobres passaram a usar roupas simples, com o medo de serem capturados pelos revolucionários, que os teriam guilhotinado.
Ao longo do século XIX, a industrialização na produção de roupas e tecidos espalhou-se para outros cantos do mundo. A indústria têxtil ficou firmemente estabelecida nos Estados Unidos, França, e, posteriormente, na Alemanha e no Japão. No último, roupas ocidentais lentamente substituíam roupas tradicionais. Porém, muitas pessoas ainda preferiam usar roupas feitas por um artesão, quando podiam pagar por ela. Outras pessoas, especialmente aquelas em lugares isolados, continuaram a fabricar tecidos e roupas em casa.

Gradualmente, ao longo do século XIX, as roupas passaram a ficar mais simples e leves. Camisas, saias (que eram para serem usadas juntas) e calcinhas foram criadas na década de 1870, e logo tornaram-se uma tendência entre mulheres da classe trabalhadora. Jeans passaram a ser usados por mineradores, fazendeiros e caubóis nos Estados Unidos.

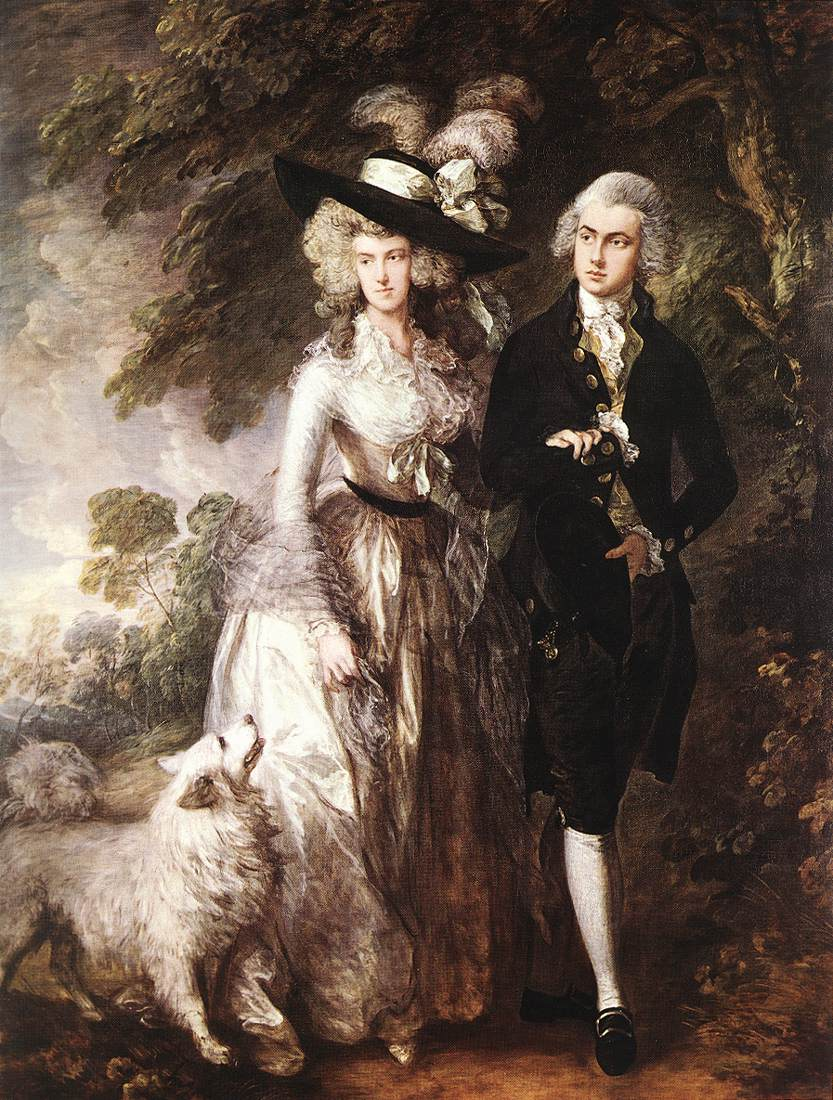
William Hallett e sua esposa, no "Passeio Matinal", 1785.
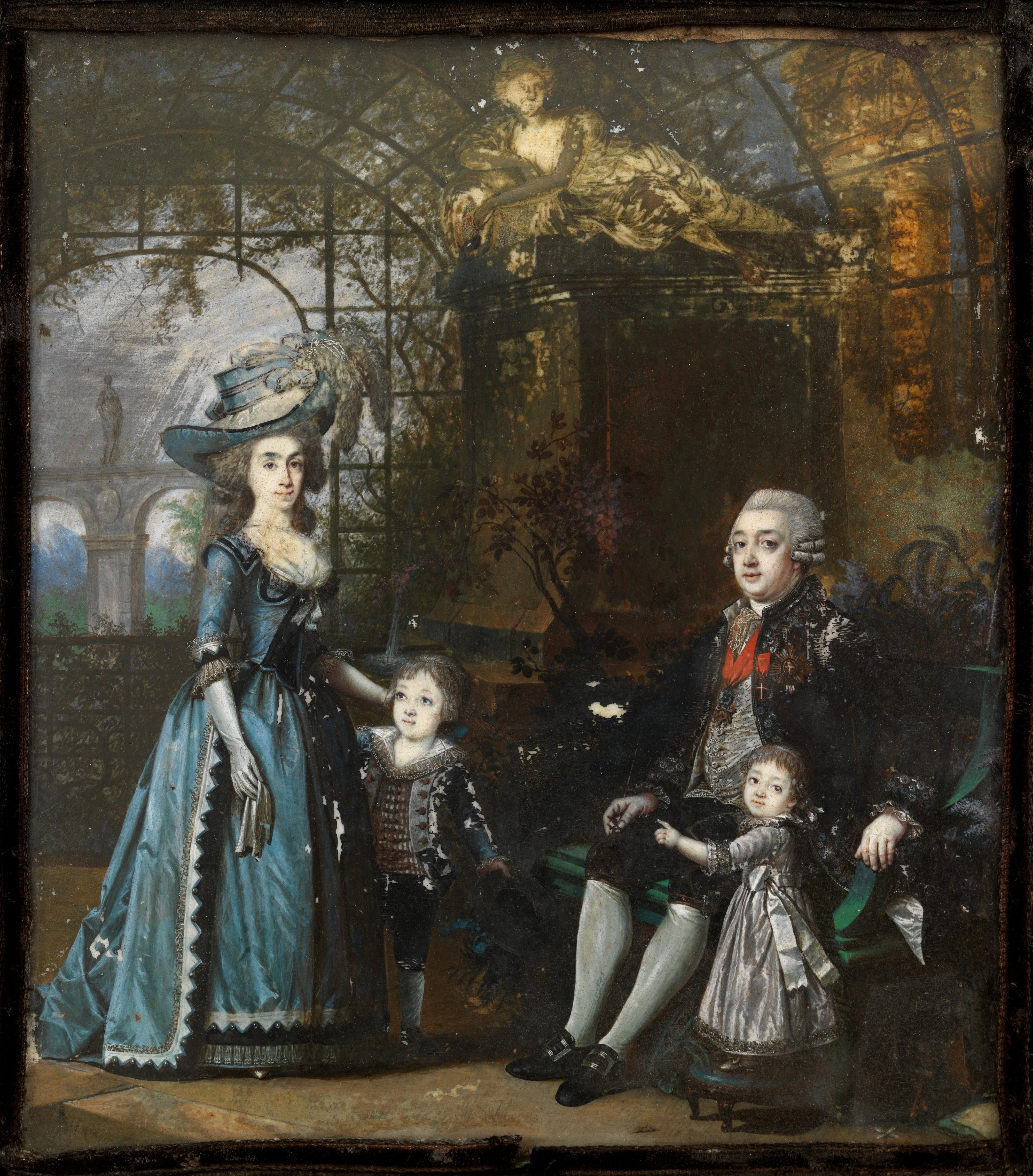
D. Henrique de Meneses (3° Marques de Louriçal), com sua esposa D. Maria da Glória da Cunha e Menezes e filhos. 1783.

## Moda Feminina

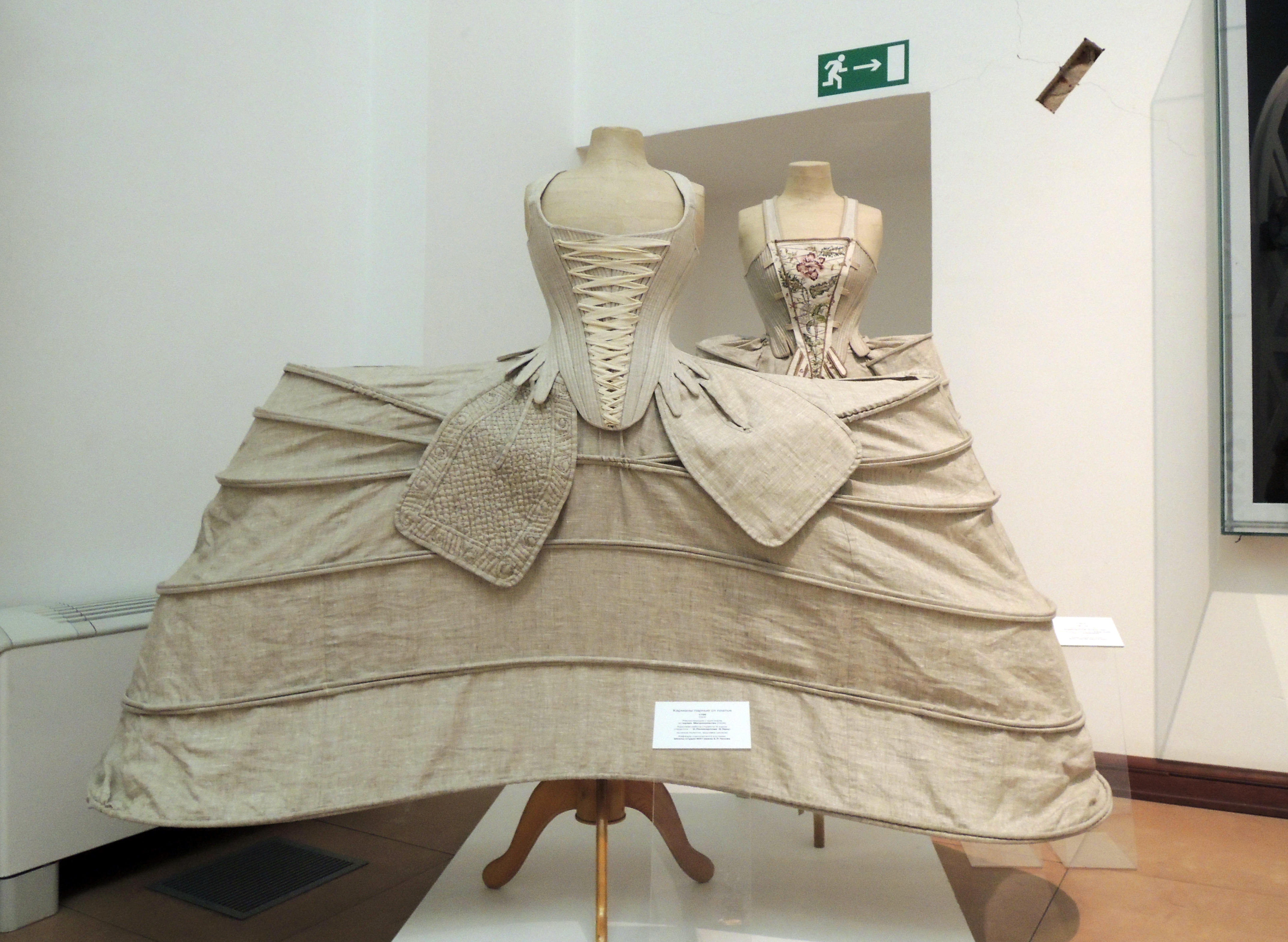
Réplica de vestido com armação de argolas de meados do século XVIII.

Os estilos das roupas femininas mantiveram a ênfase em um torso cônico, estreito na cintura e largo no busto, que era obtido usando espartilhos com uma armação interna (geralmente feita de ossos de barbatana de baleia). Nessa época os espartilhos eram usados por baixo do vestido, ao contrário de períodos anteriores quando era comum o uso do espartilho por cima do vestido.
As saias com armações de argola continuaram a ser usadas, atingindo seu maior tamanho na década de 1750, e às vezes eram substituídas por armações só nas laterais, também chamadas de "quadris falsos".
O vestido de corte tinha esse nome por estar associado à extravagante corte Francesa da época.
Durante a época do Iluminismo, os vestidos de corte permaneceram quase os mesmos, enquanto fora dos palácios, a moda tornou-se menos extravagante evoluindo mais para o conforto do que para a exibição da corte.

### Roupa intima

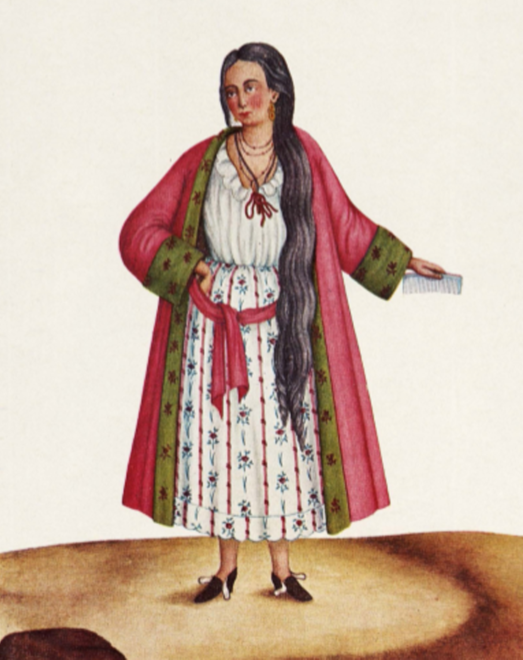
Mulher brasileira, com camisola e saia, usando um quimão rosa. Obra de Carlos Julião. década de 1770.

A roupa intima feminina, nessa época, era composta por camisola (chemise ou camisa) e anágua que eram usadas por baixo do vestido, visto que nessa época as mulheres ainda não usavam calcinha. Por cima da camisola se colocava o espartilho e cobrindo o espartilho e a anágua vinha o vestido, que podia ser todo fechado ou aberto na frente, nesse caso se usava uma saia por baixo para cobrir a anágua. 
Saquinhos de pano chamados bolsos eram amarrados na cintura junto com a camisola e ficavam por dentro da saia (havia aberturas nas laterais das saias pelas quais a mulher podia acessar esses bolsos). 
As meias iam até a altura dos joelhos e eram pressas por umas tiras chamadas jarreteiras.
dentro do ambiente domestico também era comum o uso do quimão (banyan) pelas classes mais ricas. O quimão era inspirado no quimono japonês, que foi trazido para o ocidente pelos navegadores europeus, e era comumente usado em ambientes informais.

### Vestidos

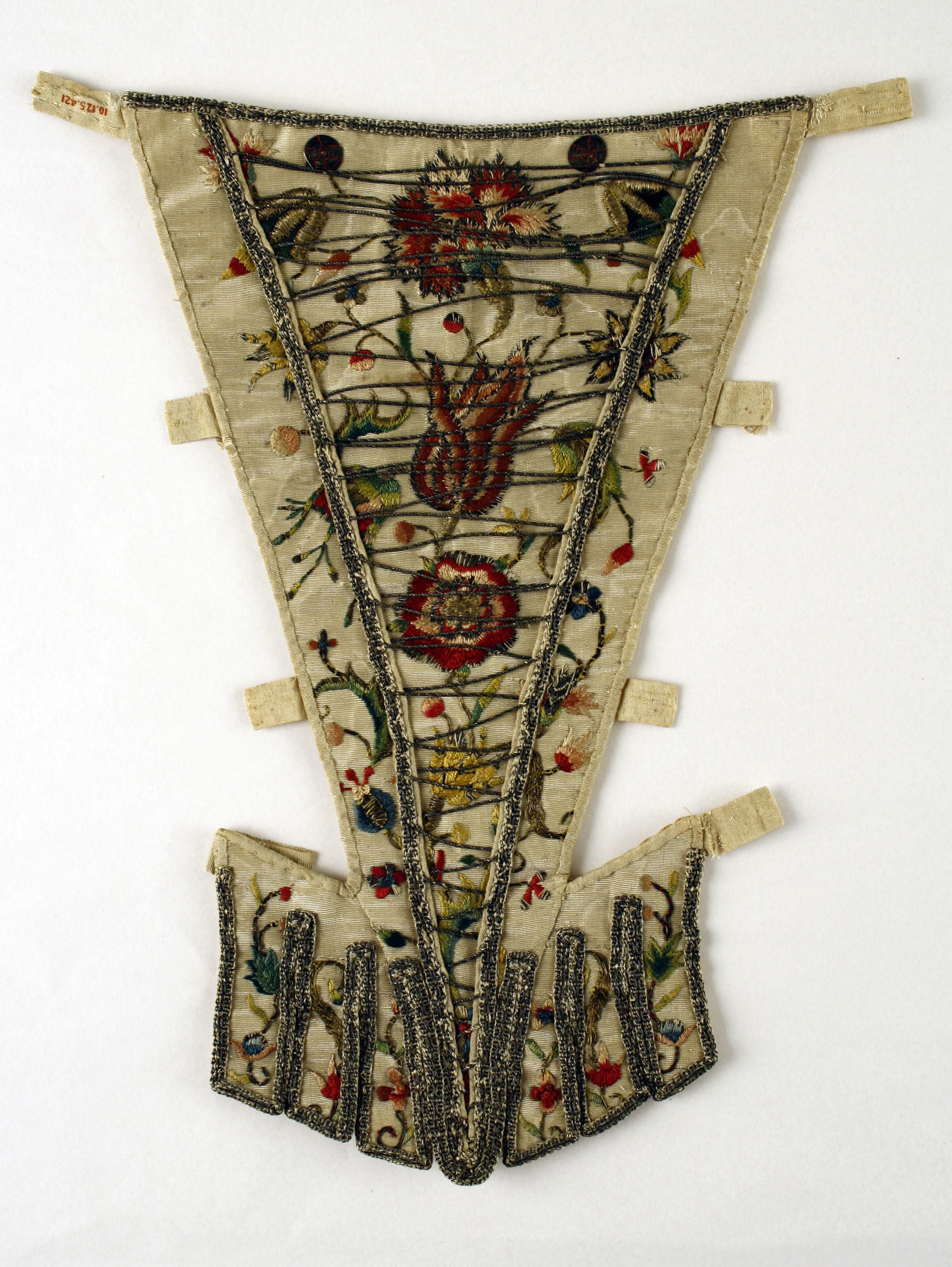
Uma estomaqueira bordada, do século XVIII.

O vestido padrão das elites nessa época era o Robe a la Française e a sua variação o Robe a l’Anglaise. A maioria dos vestidos era toda aberta na frente para mostrar a saia que se usava por baixo. A parte da frente do espartilho, que ficava exposta pela abertura do vestido, era coberta por uma peça chamada estomaqueira que era presa no vestido por cordões ou alfinetes, podendo ser da mesma cor do vestido ou de cor diferente.

Princesa Henriqueta da França, com um vestido de corte, tocando viola da gamba. Com saia e estomaqueira no mesmo padrão do vestido. 1754.

Uma das características do Robe a la Française eram pregas de tecido, em formato de faixas, na parte de trás que pendiam dos ombros. Apresentava um decote oval baixo que deixava os ombros à mostra. As mangas iam até o cotovelo e eram complementadas com as camadas de babados de renda que ficavam como uma continuação da camisola usada por baixo.
O Robe a l’Anglaise surgiu na década de 1770 e tinha como características fundamentais a presença de costas ajustadas através de um intrincado sistema de pregas e do uso de uma saia drapeada. O corte típico desse vestido tanto permitia a preservação do tecido para futuras modificações quanto se prestava à exposição das sedas de grandes padronagens produzidas por tecelagens indianas e europeias desse período. Era aberto na frente para deixar à mostra a saia inferior que geralmente era feita do mesmo tecido do vestido ou em um tom combinando. 
O vestido Brunswick era um traje de duas peças de origem alemã que consistia em uma jaqueta na altura do quadril com "mangas em dois estágios", mangas com babados na altura do cotovelo e mangas longas e apertadas até o pulso e um Capúz, usado com uma saia combinando. Era muito usado em viagens.

### sapatos

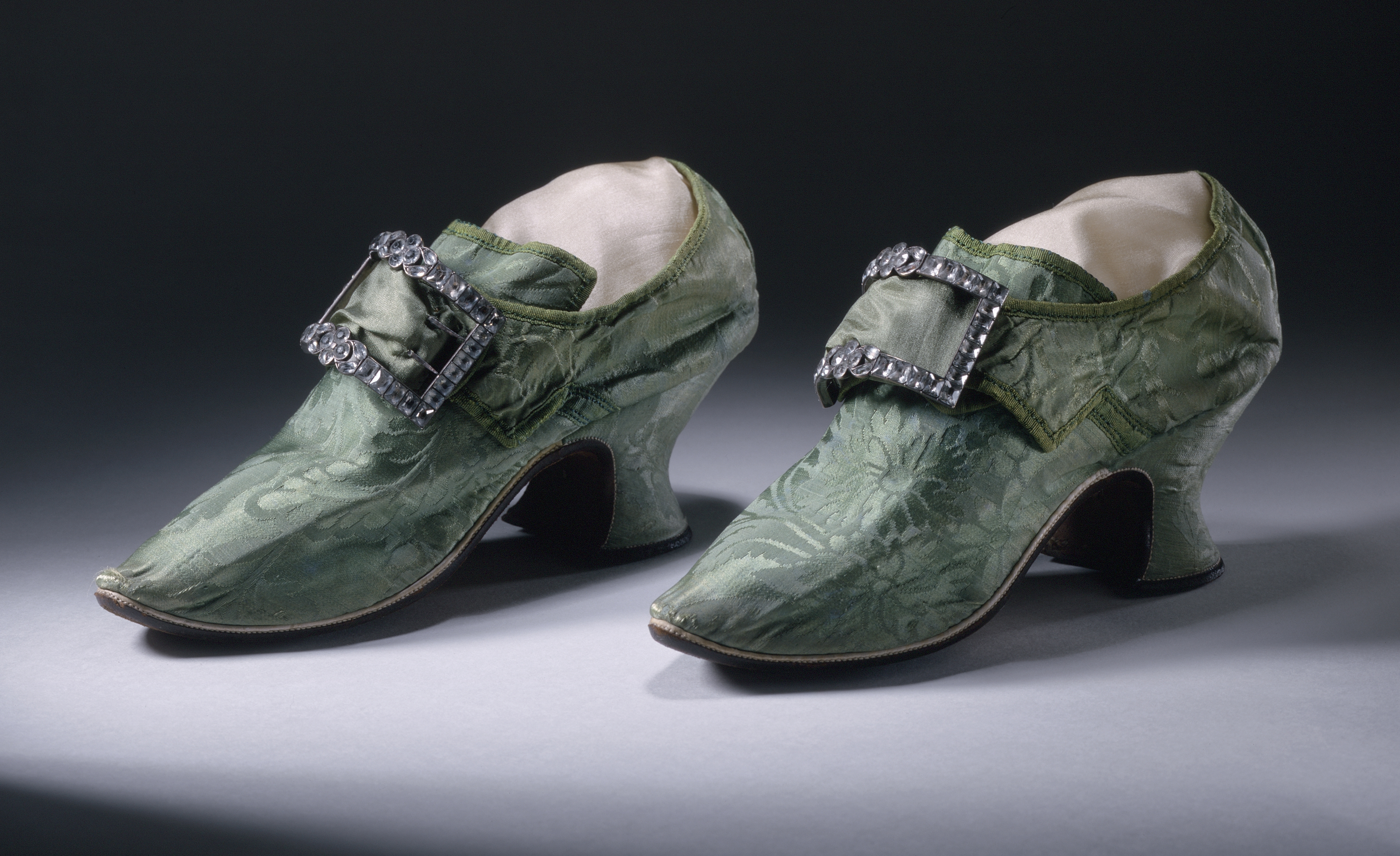
Sapato feminino com fivela de meados do século XVIII.

Os sapatos tinham saltos altos e curvos, seguindo a moda dos saltos Luís XV, e eram feitos de tecido ou couro, com fivelas de metal brilhante, geralmente em prata e às vezes enfeitadas com pedras preciosas ou bijuterias no estilo de Paris, embora houvesse outros tipos.

### Penteados e chapéus
Na década de 1770 penteados e perucas extravagantes entraram na moda. As mulheres passaram a usar o penteado alto, avolumando o cabelo no alto da cabeça. Mechas de cabelo postiço eram acrescentadas ao cabelo natural para dar mais volume (essas mechas poderiam ser de crina de cavalo ou outro animal e também cabelo humano), o cabelo era então penteado e moldado para cima com ajuda de pomada feita de gordura animal e aromatizada com perfume. Para ajudar na modelagem também se usava arame e estopa por dentro do penteado para ajudar a dar mais volume. por fim o penteado era todo pulverizado com um pó branco que a pomada ajudava a fixar.
O penteado ainda podia ser enfeitado com plumas, joias e chapéus.

### Galeria de moda feminina

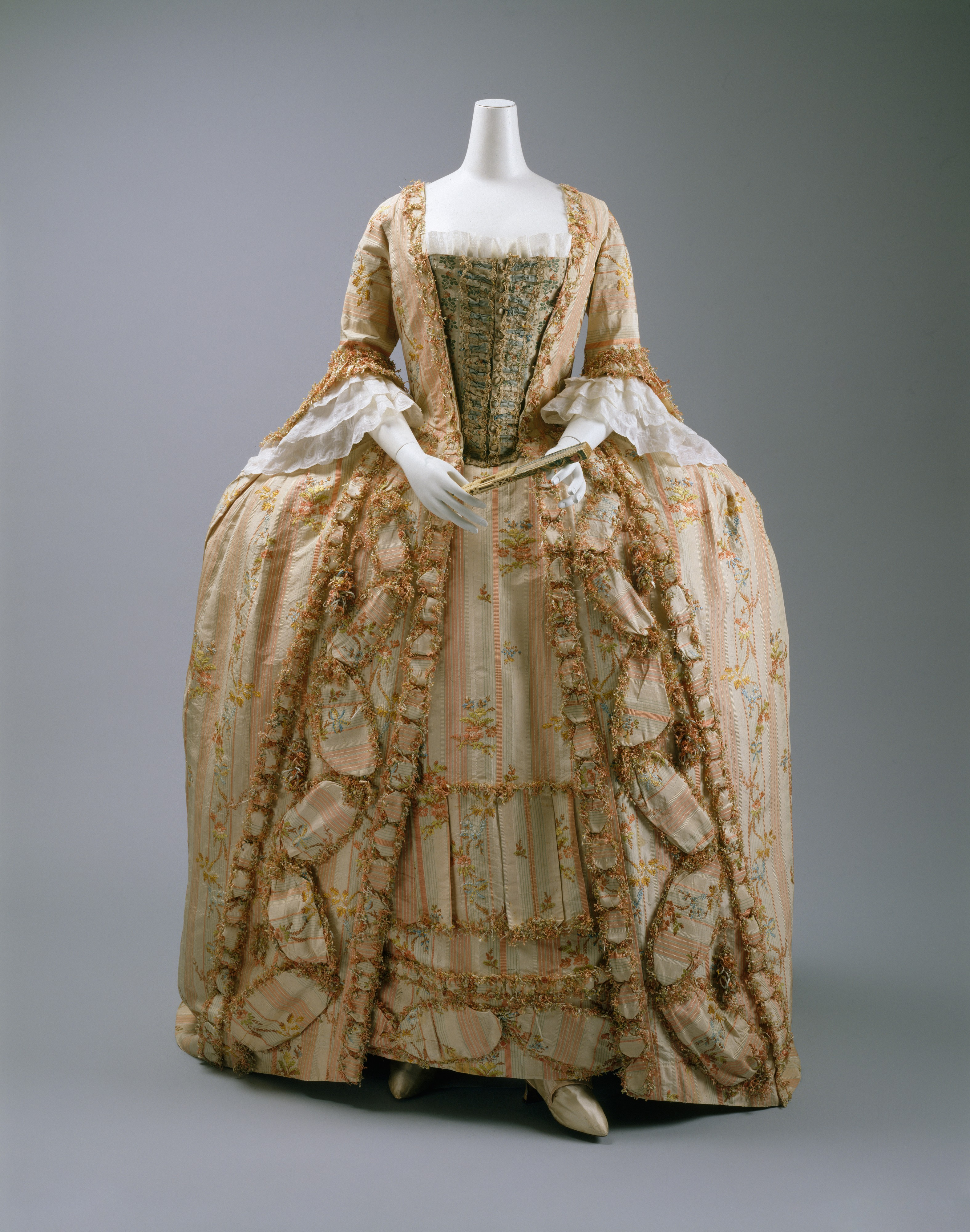
Robe à la Française, com estomaqueira.
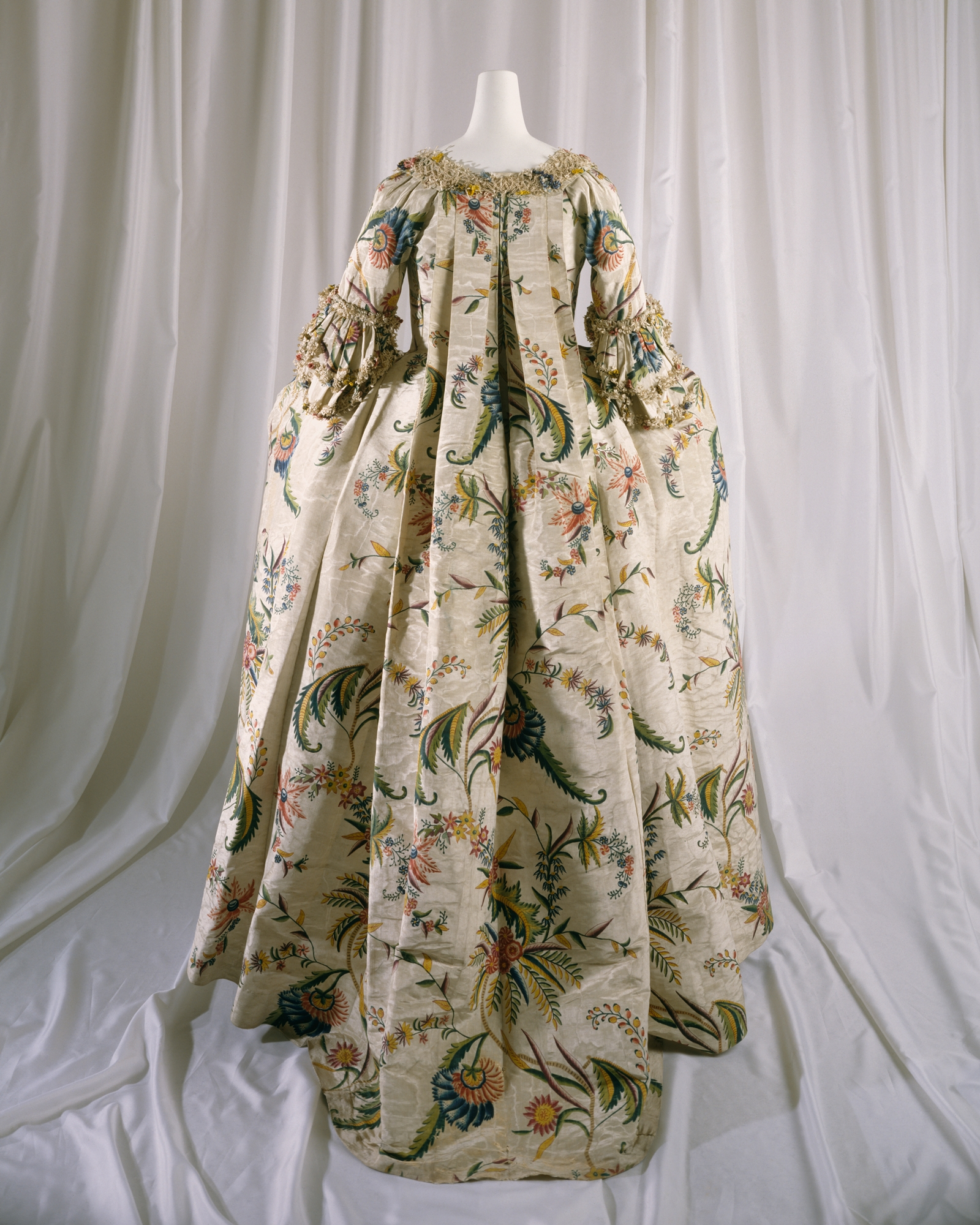
Parte de trás do Robe à la Française.
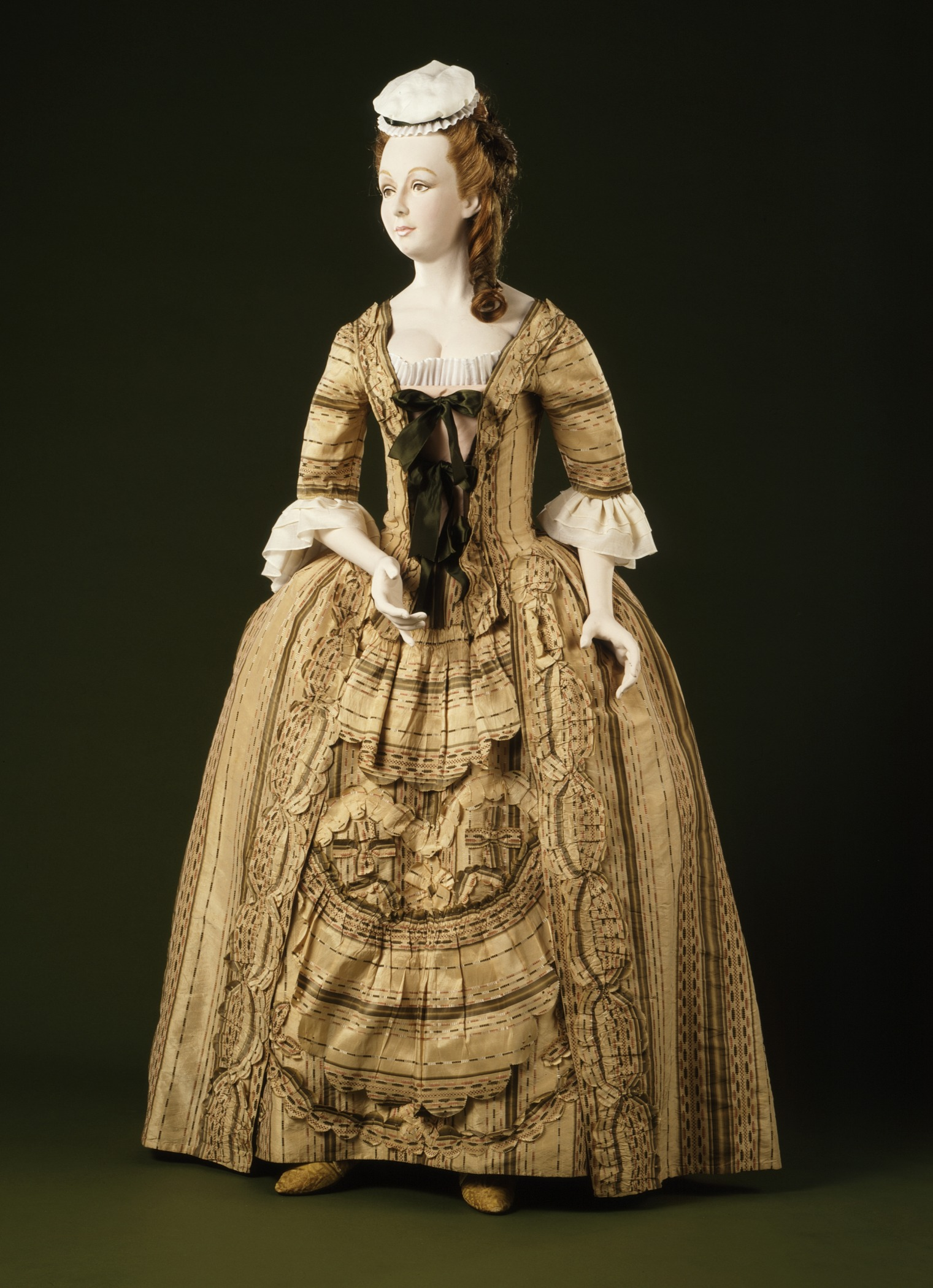
Robe à l'Anglaise.
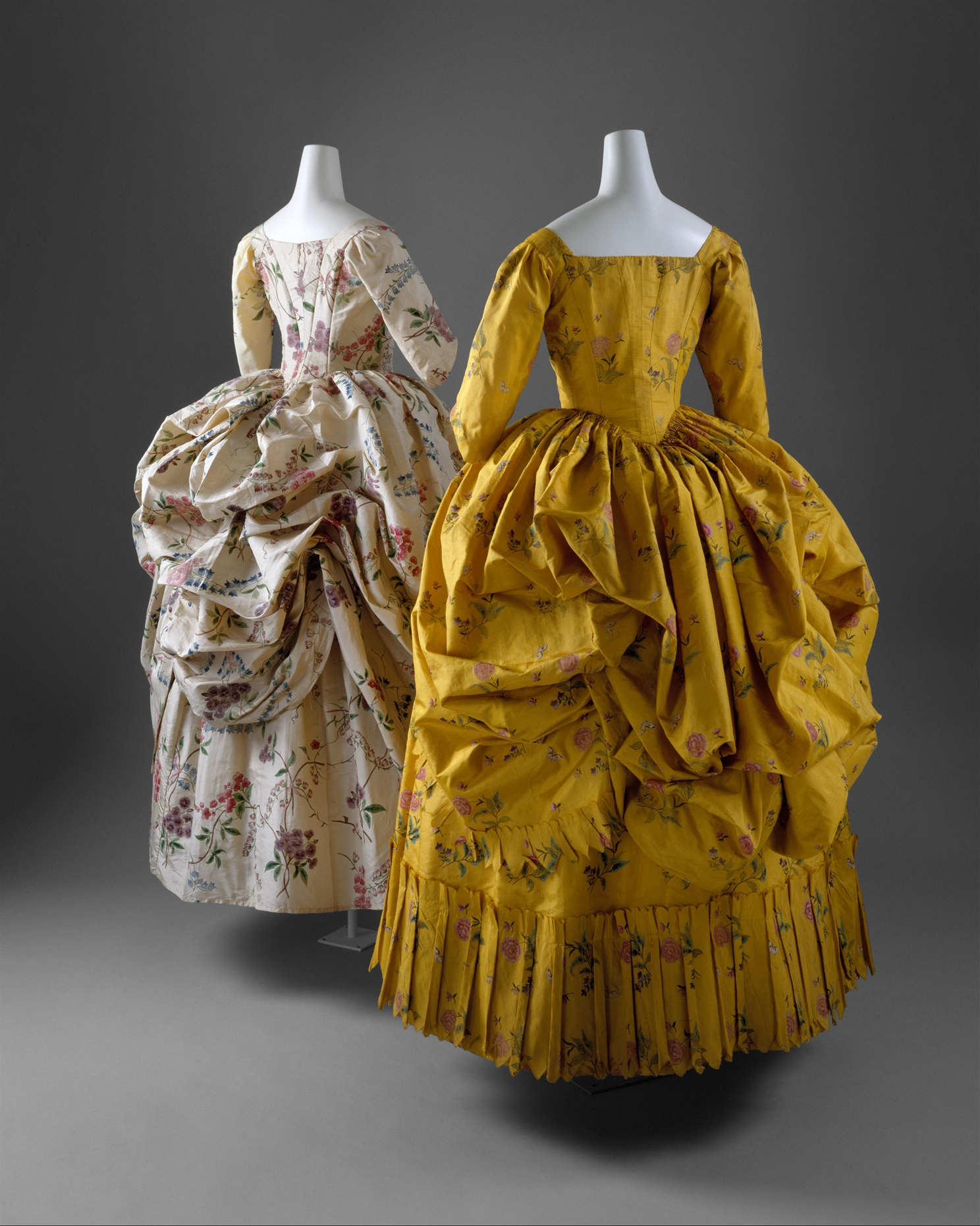
parte de trás do Robe à la Polonaise
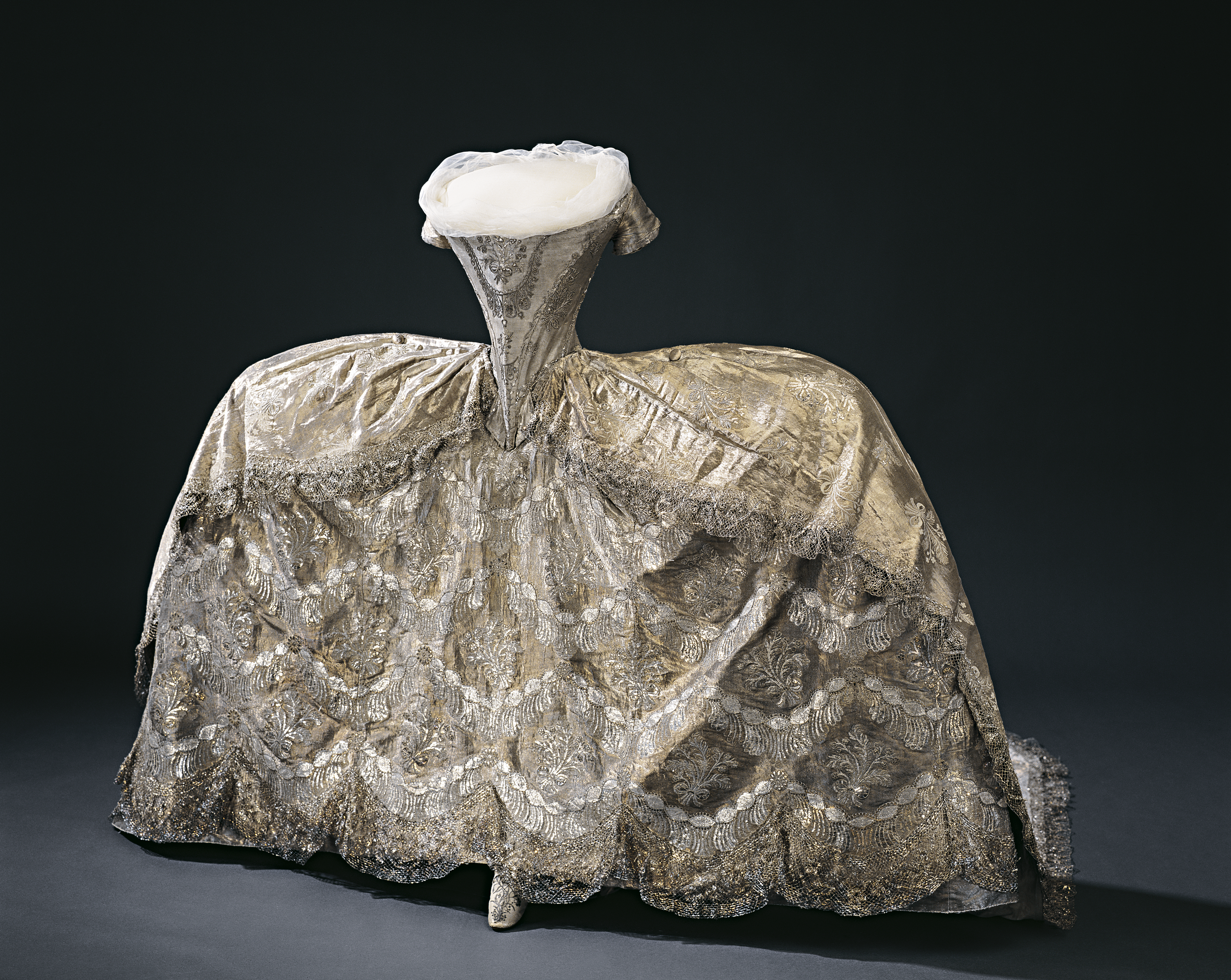
Vestido de corte com armação.
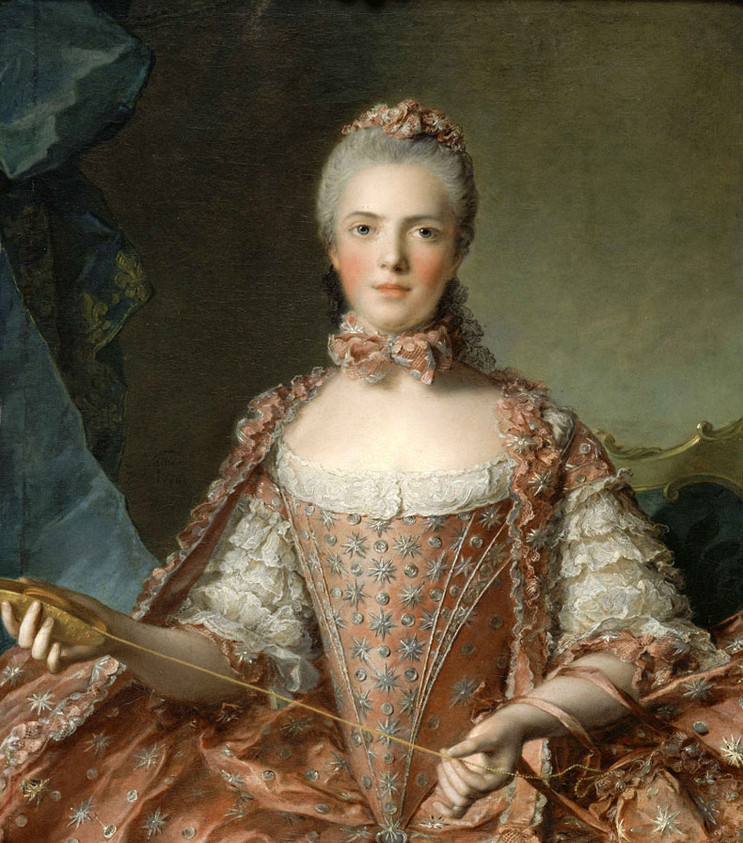
Princesa Adelaide da França, 1756.
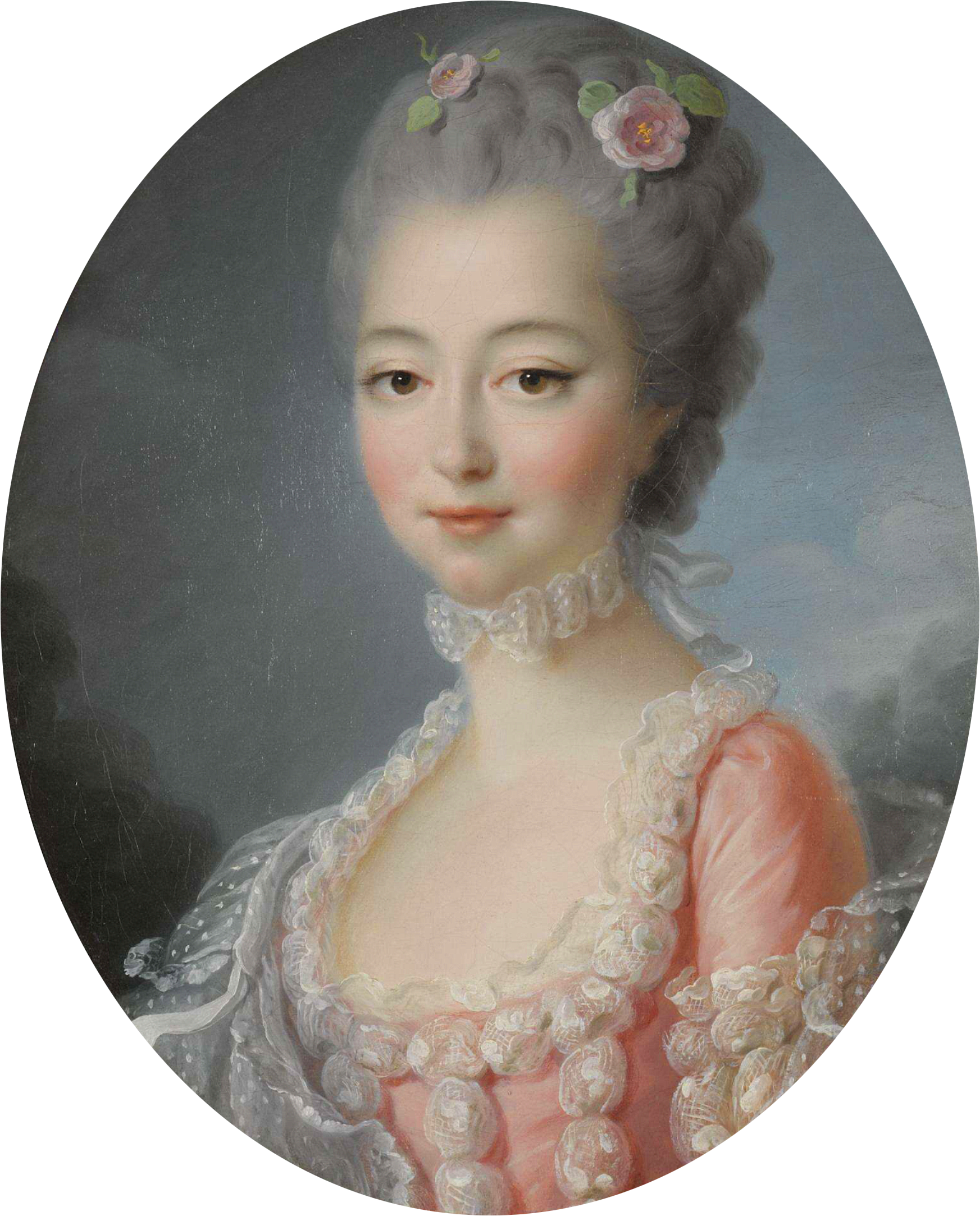
Retrato de uma Dama, 1765
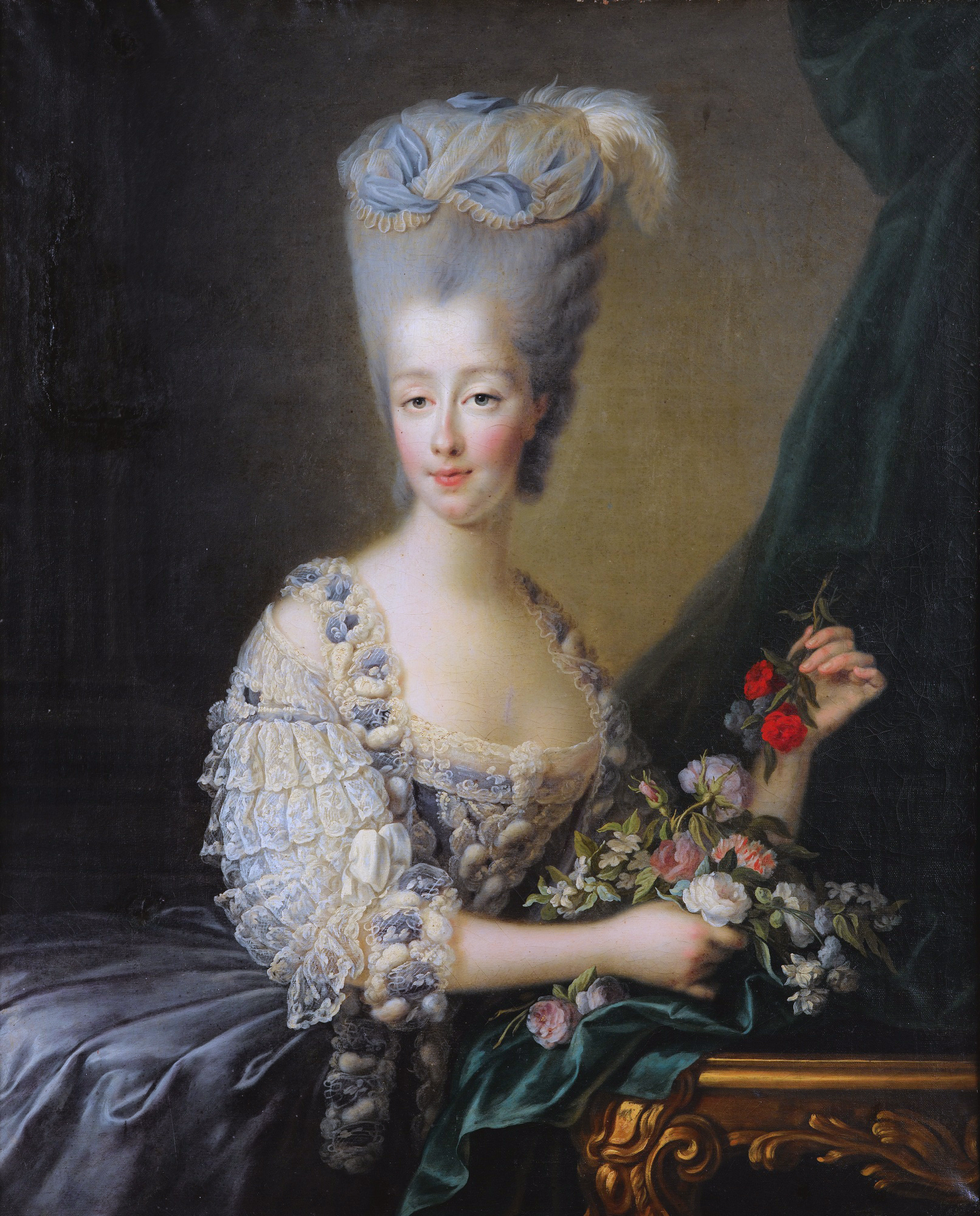
Maria Teresa de Saboia, 1775.
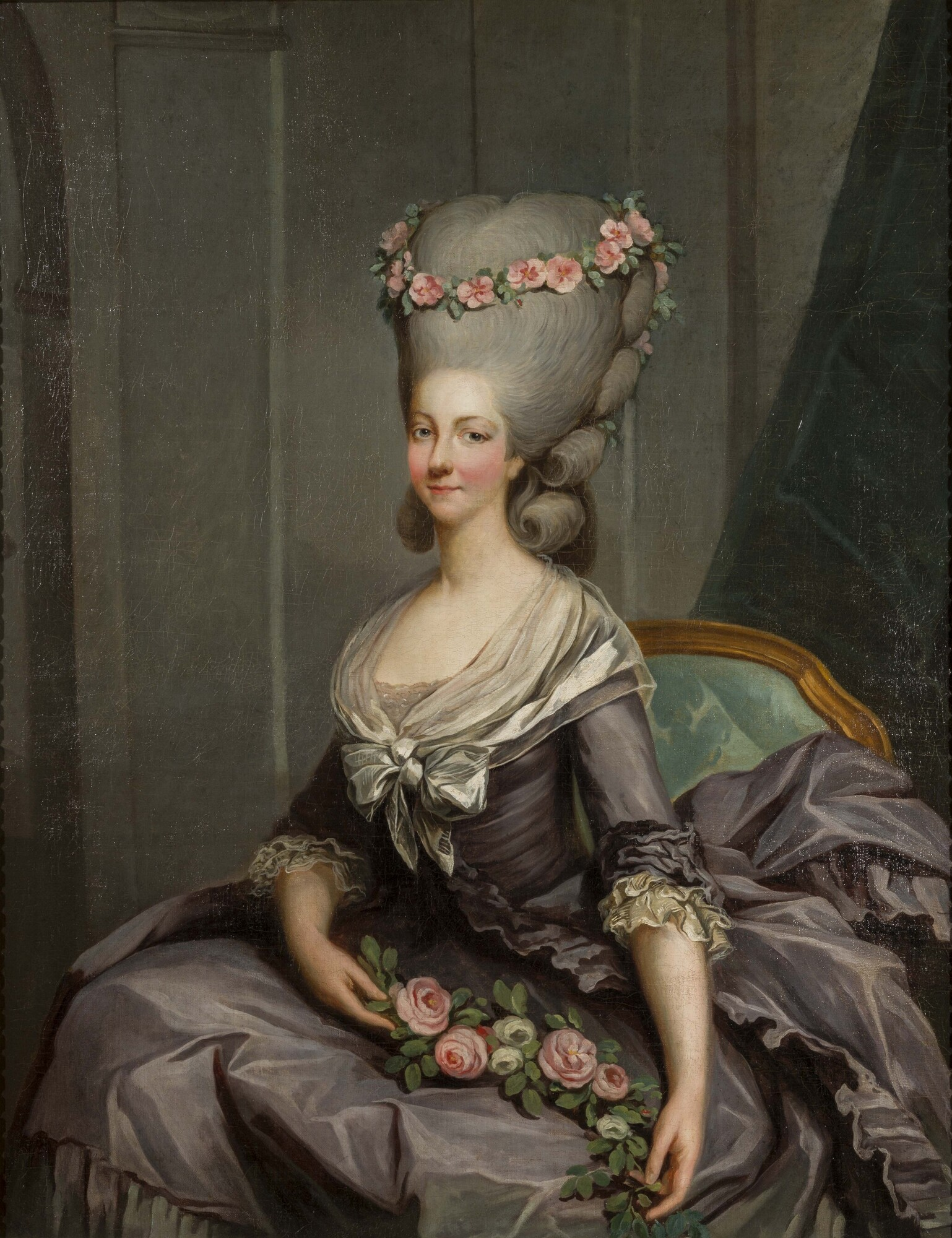
Princesa de Lamballe, 1776.
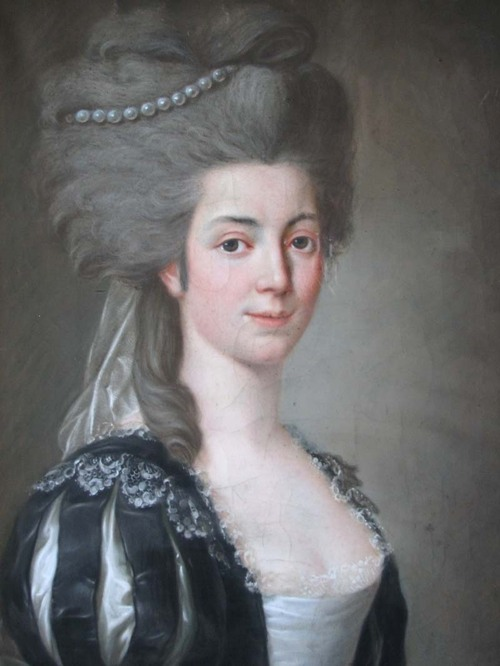
Leonor de Almeida, Marquesa de Alorna, 1780.
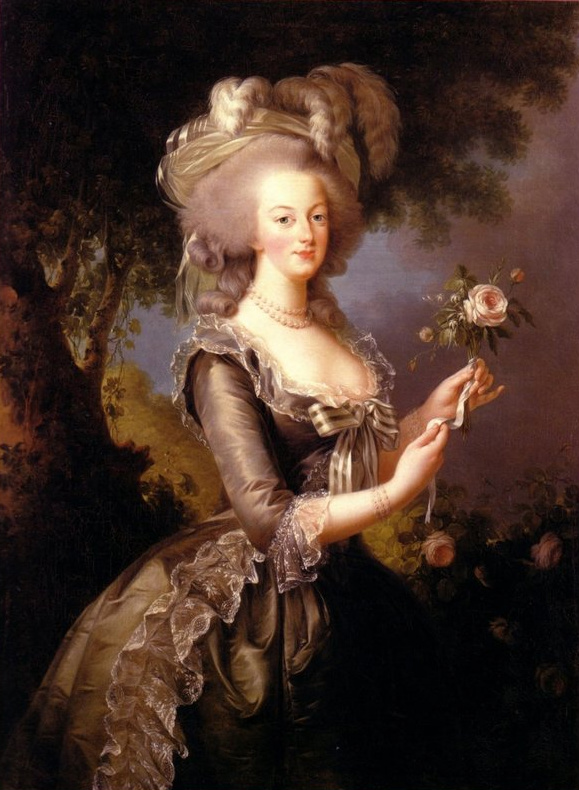
Maria Antonieta, rainha da França, 1783.

## Moda Masculina

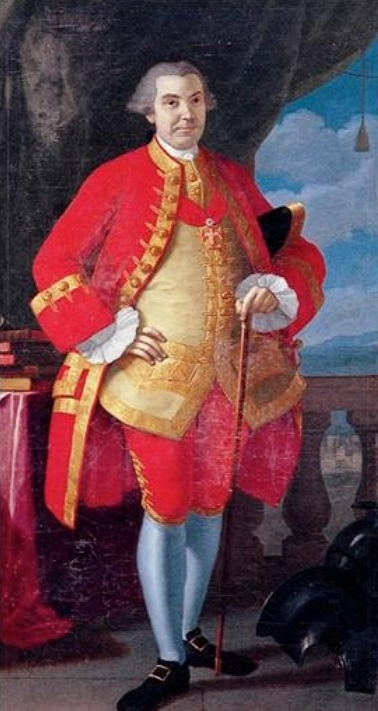
D. Luís de Souza, governador de São Paulo.

Ao longo desse período os homens continuaram usando casaco, colete e calças do período anterior, mas com o passar do tempo os casacos e coletes foram ficando cada vez menores e mais justos e a moda foi adquirindo um caráter mais simples e despreocupado. Roupas de seda e veludo com bordados decorativos ficaram reservadas mais para ocasiões especiais, enquanto que no dia a dia se usava roupas mais simples feitas sob medida com tecidos de fios de lã.

### Casacos
Os casacos iam até a altura dos joelhos e eram usados abertos na frente para deixar à mostra o colete que se usava por baixo. Com o passar do tempo a cauda do casaco foi ficando mais estreita e os punhos menores. Também era comum os homens usarem uma sobrecasaca de gola alta para caçar e para outras atividades no campo.
Em ambientes informais alguns homens intelectuais de classe alta usavam um banyan ou quimão (um robe de seda derivado do quimono japonês) junto com um boné sem aba. 

### Roupa intima, camisas e colete

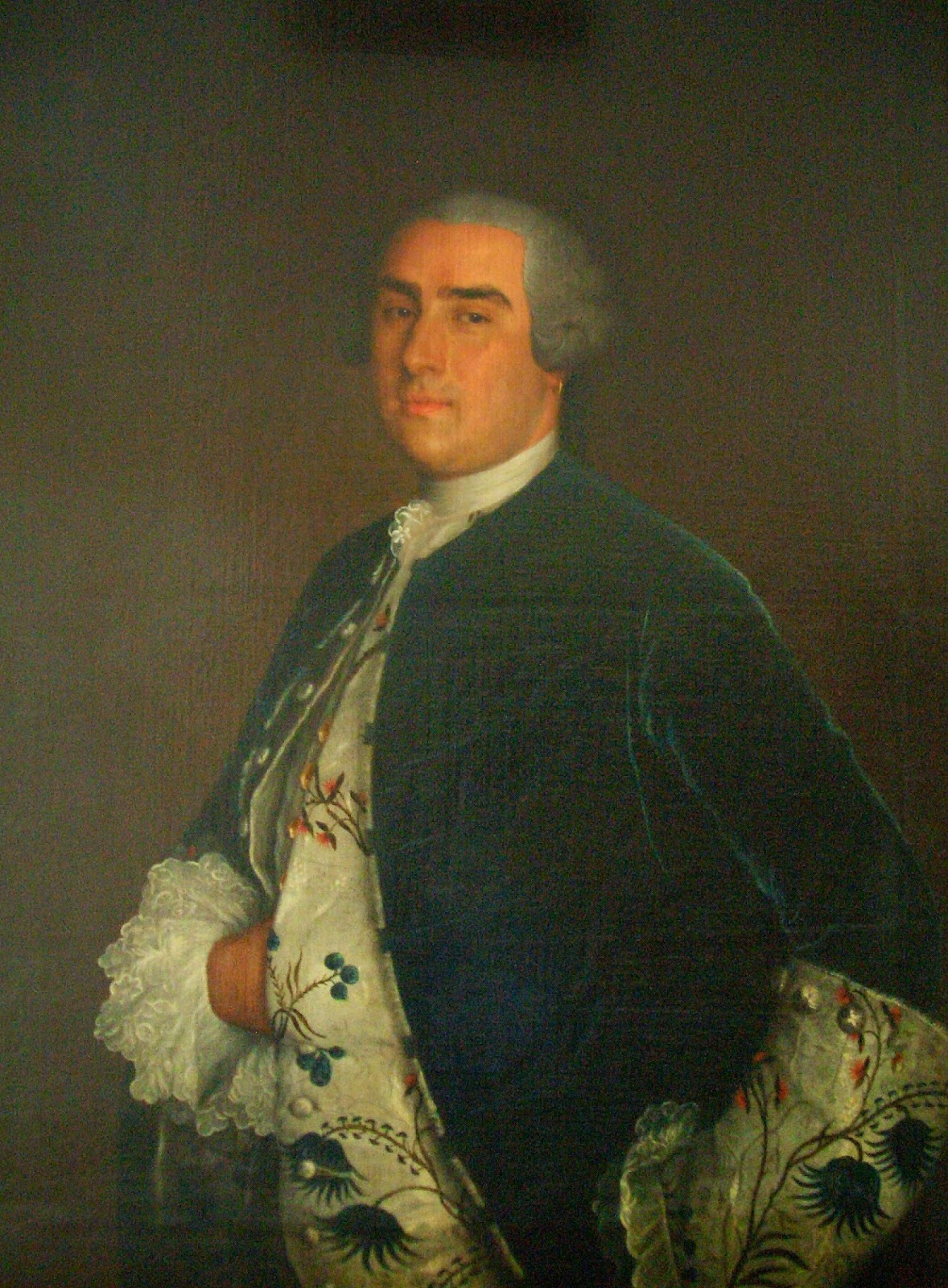
Retrato do Conde de Lousã, usando um colete bordado com temas florais. Portugal, segunda metade do século XVIII.

A roupa intima masculina consistia em uma camisa branca comprida e uma cueca em formato de shorts. A camisa tinha mangas largas com babados nos pulsos. As camisas mais luxuosas podiam ter babados de tecido fino ou renda. Por cima da camisa era usado um colete chamado Véstia que inicialmente ia até o meio das coxas mais foi diminuindo de tamanho até chegar à altura da cintura no final do século.

### Calças, meias e sapatos
As calças eram justas e iam até a altura dos joelhos, presa com botões. As meias podiam ser de seda ou de lã, geralmente eram brancas, mas também podiam ter cores mais escuras. Os sapatos eram de couro com salto baixo e fivela. As botas eram usadas para andar à cavalo. As fivelas eram de metal polido, geralmente de prata e podiam ser enfeitadas com pedras preciosas ou bijuterias.

### Penteados e chapéus
Os homens de classe média e alta raspavam a cabeça ou cortavam o cabelo bem curto para usar perucas, já os pobres deixavam o cabelo crescer, penteavam pra trás e amarravam na nuca com uma fita, fazendo um penteado parecido com o das perucas. O estilo cadogan de cabelo masculino, com rolos horizontais de cabelo sobre as orelhas, tornou-se muito popular nessa época. As perucas desse período eram geralmente mais curtas, mas as perucas longas continuaram a ser populares entre a geração mais velha. A partir da década de 1780 as perucas curtas foram ganhando mais volume e ficaram mais cheias.
O chapéu de aba larga dobrado em três partes, chamado tricórnio, era o chapéu padrão para a época.

### Galeria de moda masculina

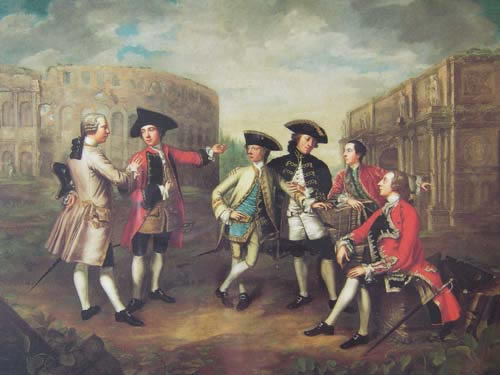
Jovens ingleses em Roma, década de 1750.
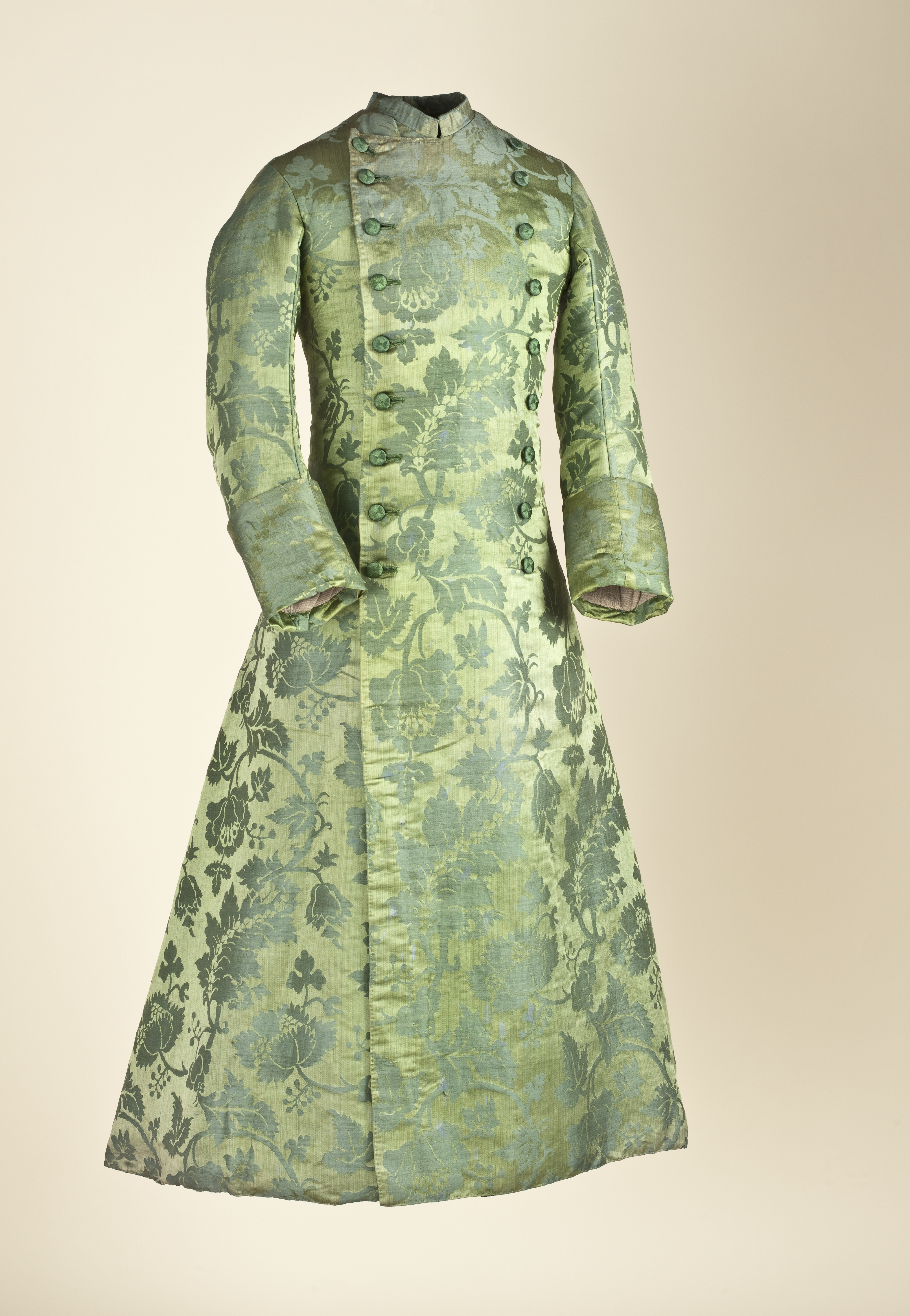
Banyan de seda chinesa, feito na Holanda. 1760.
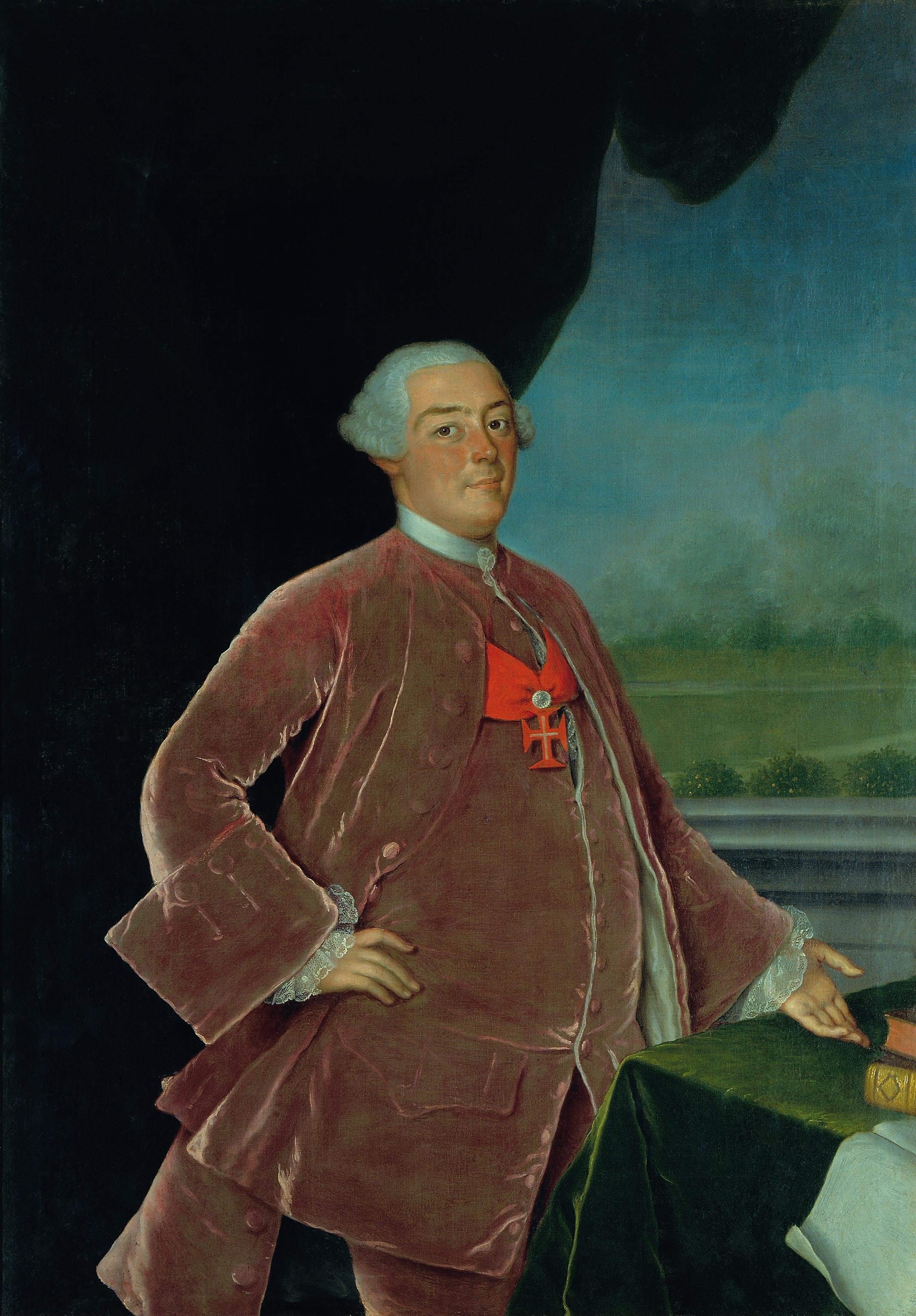
Rei Pedro III de Portugal, com um casaco de veludo, década de 1760.
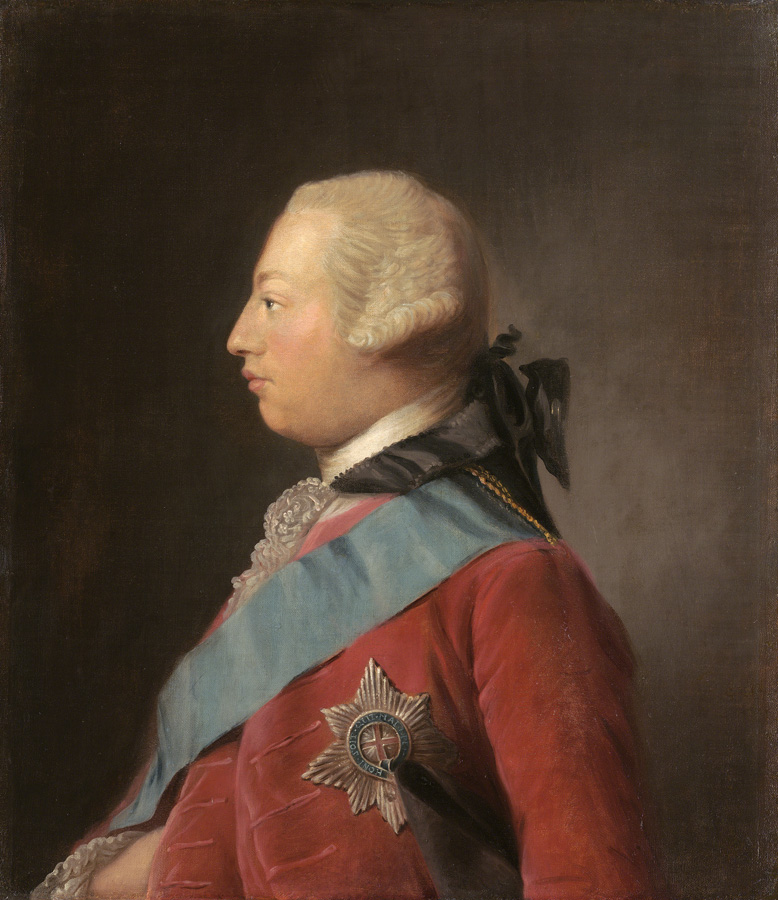
Rei George III da Inglaterra, 1762.
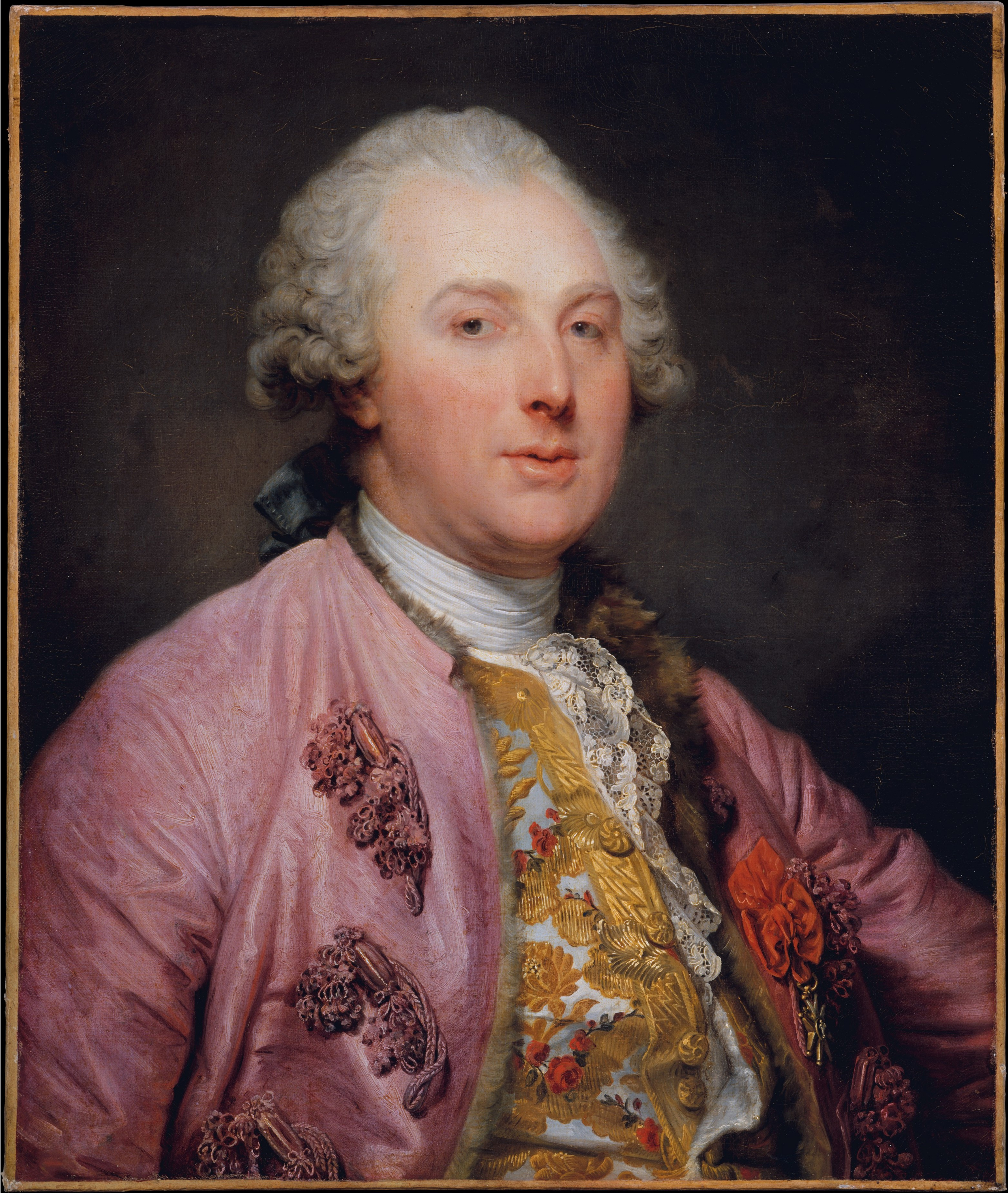
Conde de Angiviller, com casaco de seda rosa. França, 1763.
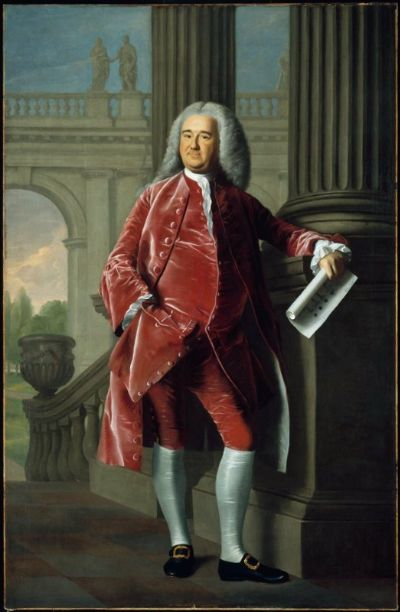
Nathaniel Sparhawk of Maine. Inglaterra, 1764.
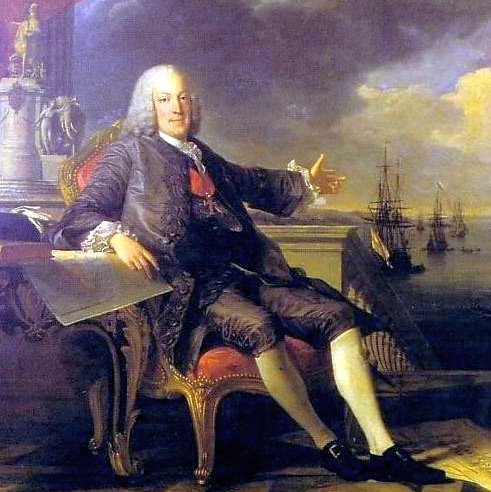
Marques de Pombal, Portugal, 1766
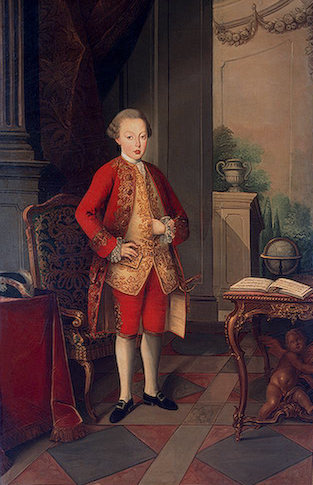
Príncipe D. José aos 12 anos de idade, 1773.
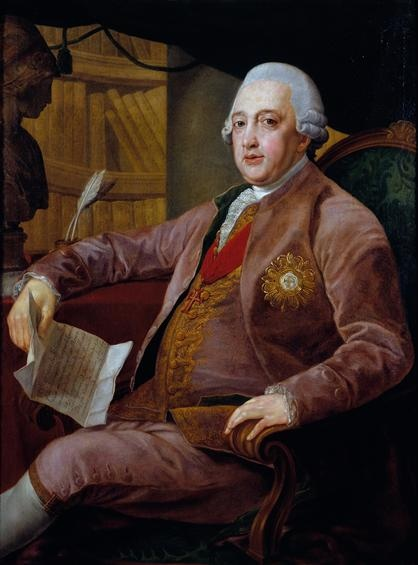
D. Henrique de Meneses, 3° Marques de Louriçal
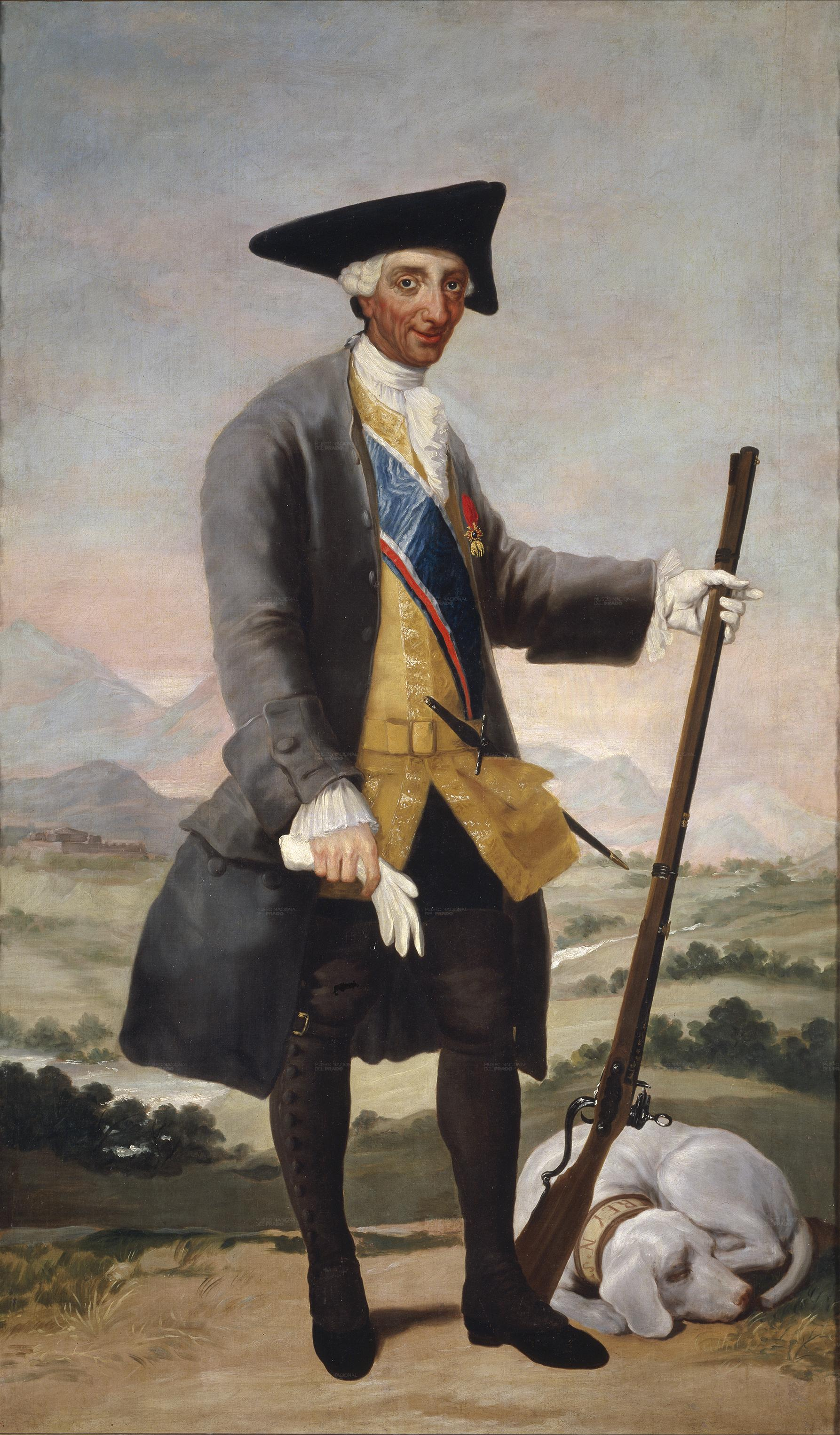
Rei Carlos III da Espanha, com um chapéu tricórnio, c. 1787.
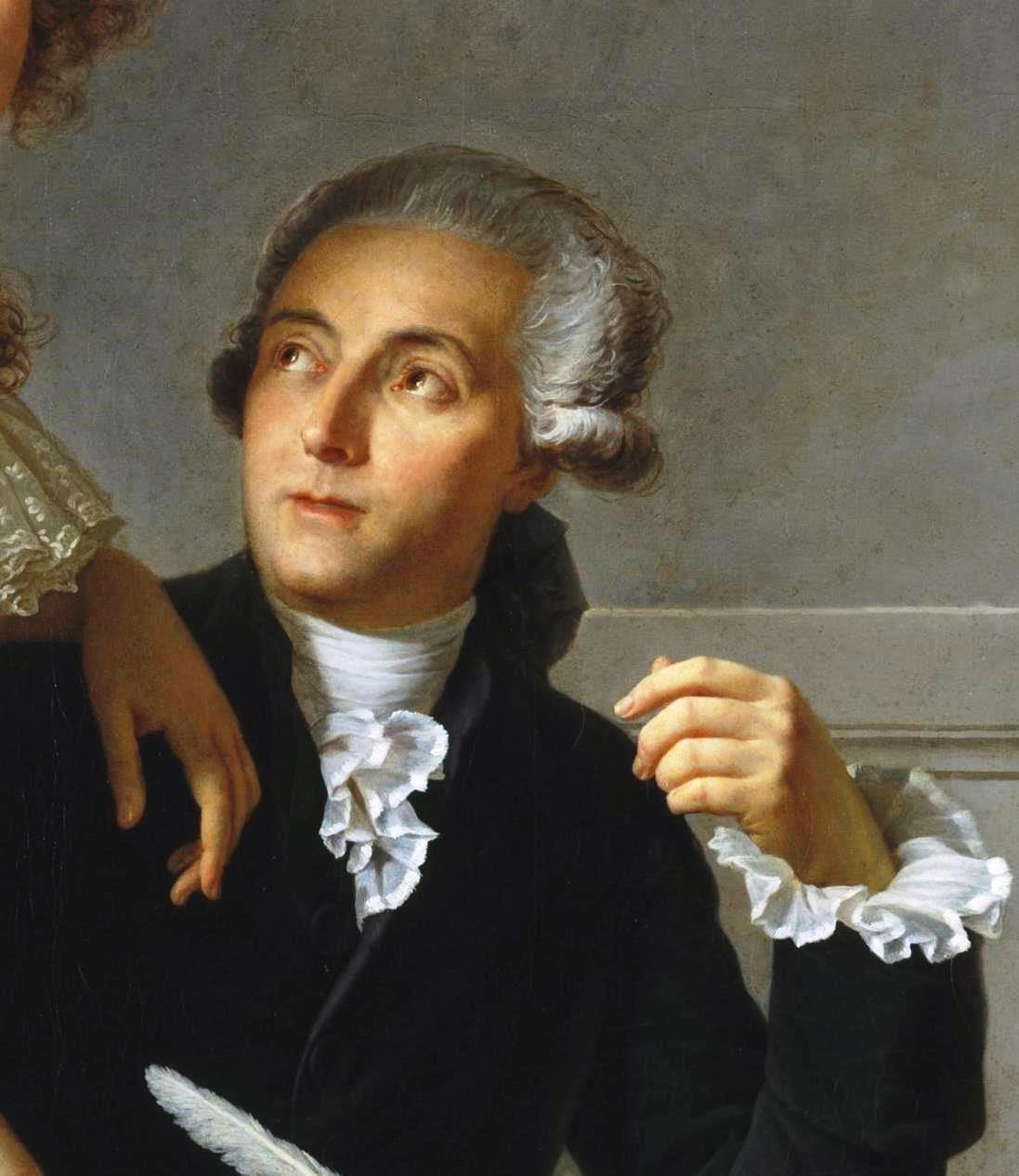
Antoine Lavoisier. França, 1788
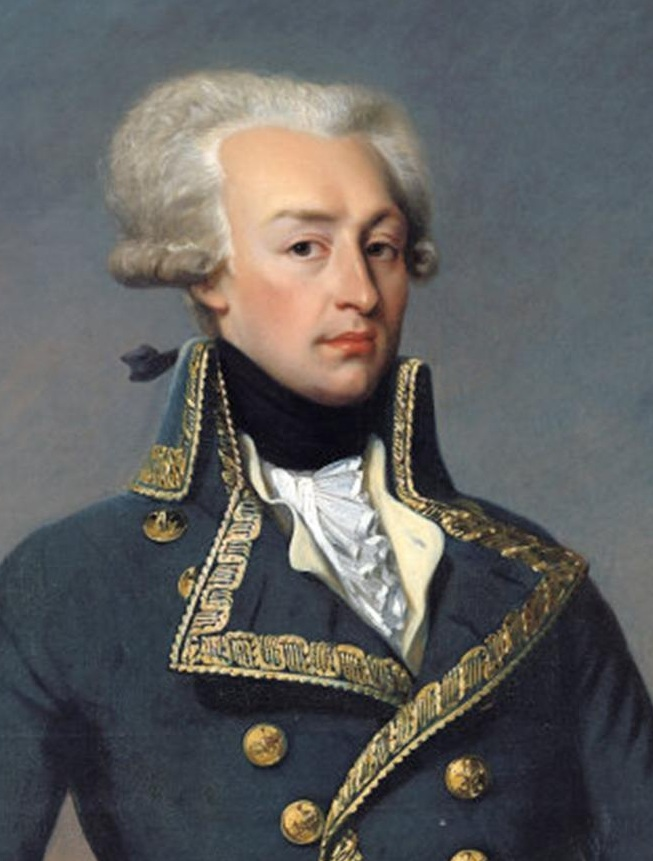
Marques de Lafayette. França, 1791

## No Brasil

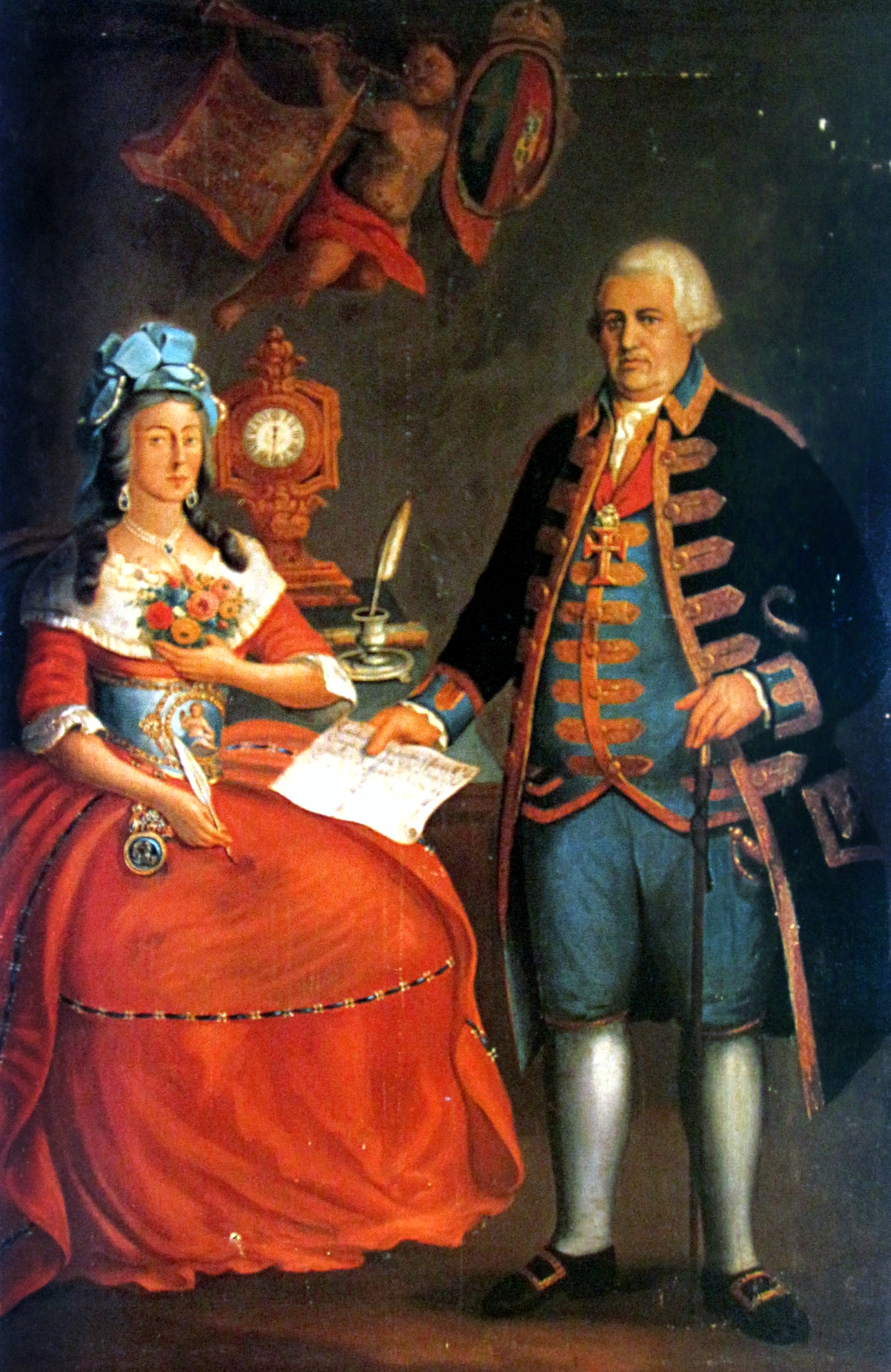
O comerciante Theodósio Gonçalves da Silva e sua mulher D. Ana de Sousa Queirós. Bahia, 1789.

Apesar de ser uma colônia, o Brasil do século XVIII passava por um período de desenvolvimento econômico e social. A descoberta de ouro em Minas Gerais fez nascer, na região das minas, uma sociedade predominantemente urbana, enriquecida pelo comércio do ouro e que procurava seguir de perto a moda europeia. Cidades de outras regiões do Brasil como Salvador, Recife e Rio de Janeiro também eram importantes centros urbanos alimentados pelo comércio marítimo e a produção do açúcar. O padre Fernão Cardim, em visita ao Brasil, comentou: "Enfim, em Pernambuco acha-se mais vaidade que em Lisboa".  
Tecidos de vários tipos eram encontrados nos mercados brasileiros desde tecidos de fabricação domestica (feitos pelas mulheres da colônia) à tecidos de lã e algodão industrializados, que Portugal importava da Inglaterra, e também os tecidos de seda, linho e musselina que vinham de outras colônias que Portugal tinha na Índia e na China.
Cores variadas e tecidos leves marcavam as diferenças entre as roupas brasileiras e europeias. O clima quente do Brasil não era propício para as pesadas camadas de roupa usadas pelas mulheres europeias, e muitas brasileiras tinham o hábito escandaloso de ficarem em casa usando apenas a camisola e o banyan.
Enquanto na Europa existia uma tendencia ao uso de tons pastéis e vestidos com armações e muitos adornos, no Brasil a tendencia eram os vestidos mais leves e de cores vivas.
Era comum, entre homens e mulheres dessa época, o uso de um casaco longo enrolado no corpo como se fosse uma capa.
Os homens brasileiros de classe média e alta podiam usar perucas de cor natural ou de fios brancos, enquanto os pobres deixavam o cabelo crescer e amarravam pra trás. O viajante inglês Watkin Tench, que esteve no Rio de Janeiro em 1787, escreveu sobre o modo de vestir dos brasileiros: “A maior parte dos habitantes parece não ter outra ocupação além de frequentar a igreja, momentos nos quais se pode vê-los sair muito bem vestidos, en chapeau bras, com acessórios de cabelo e uma pequena espada. Até mesmo garotos de seis anos são vistos desfilando portando esses requisitos indispensáveis”.

### Galeria de roupas de brasileiros das décadas de 1770 e 1780

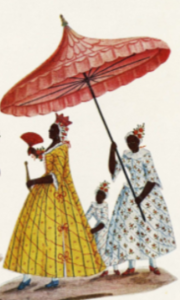
Mulher negra usando um robe a la française.
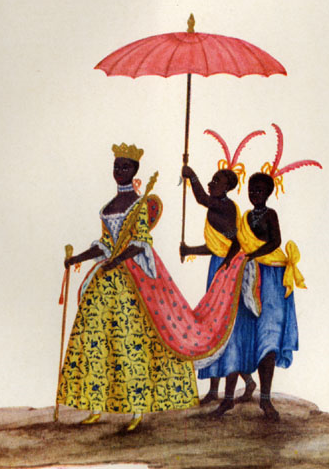
Coroação de rainha negra na Festa de Reis.
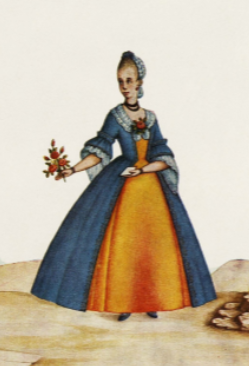
Mulher brasileira usando um Robe à l'Anglaise.
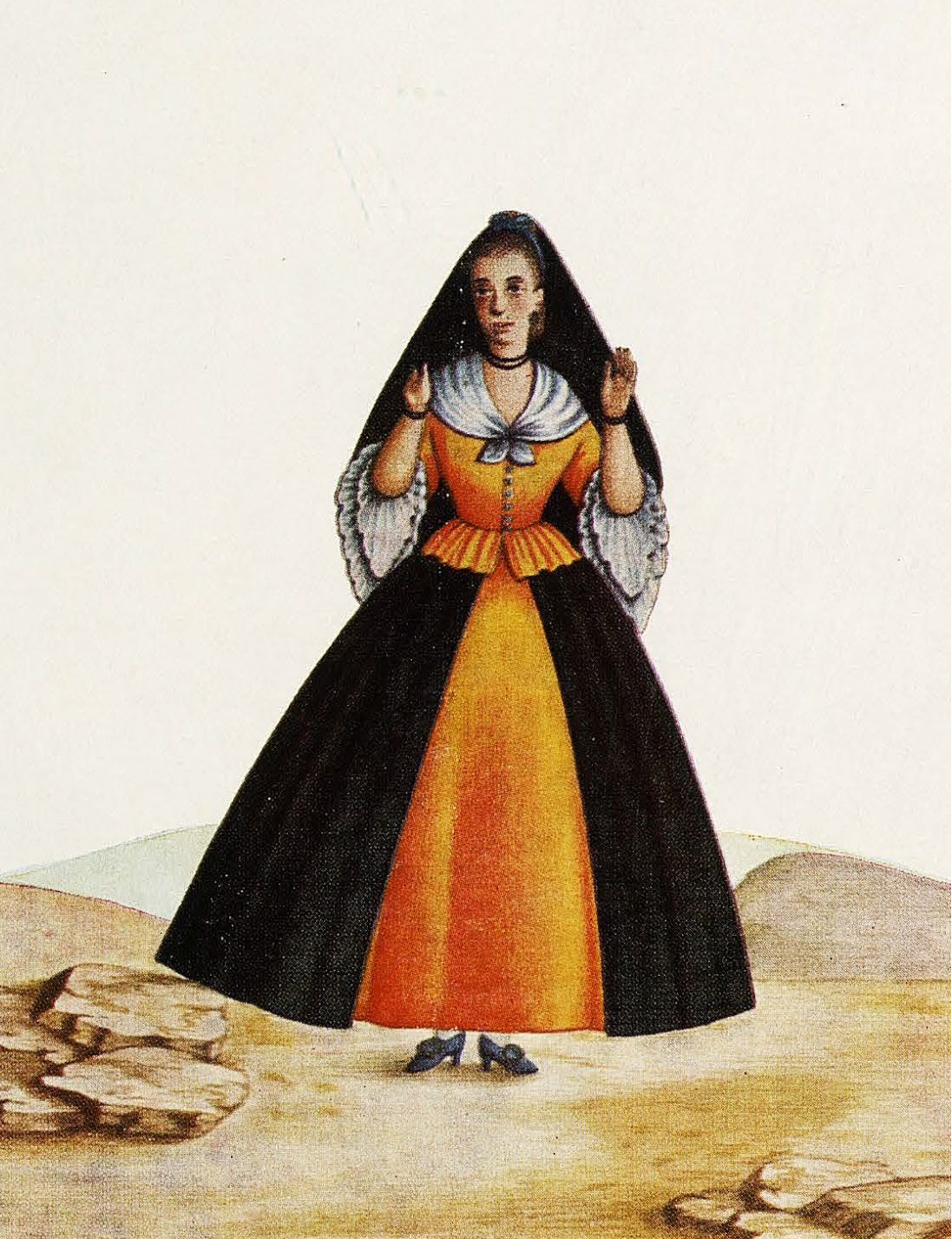
Mulher brasileira usando um vestido no estilo Brusvique.
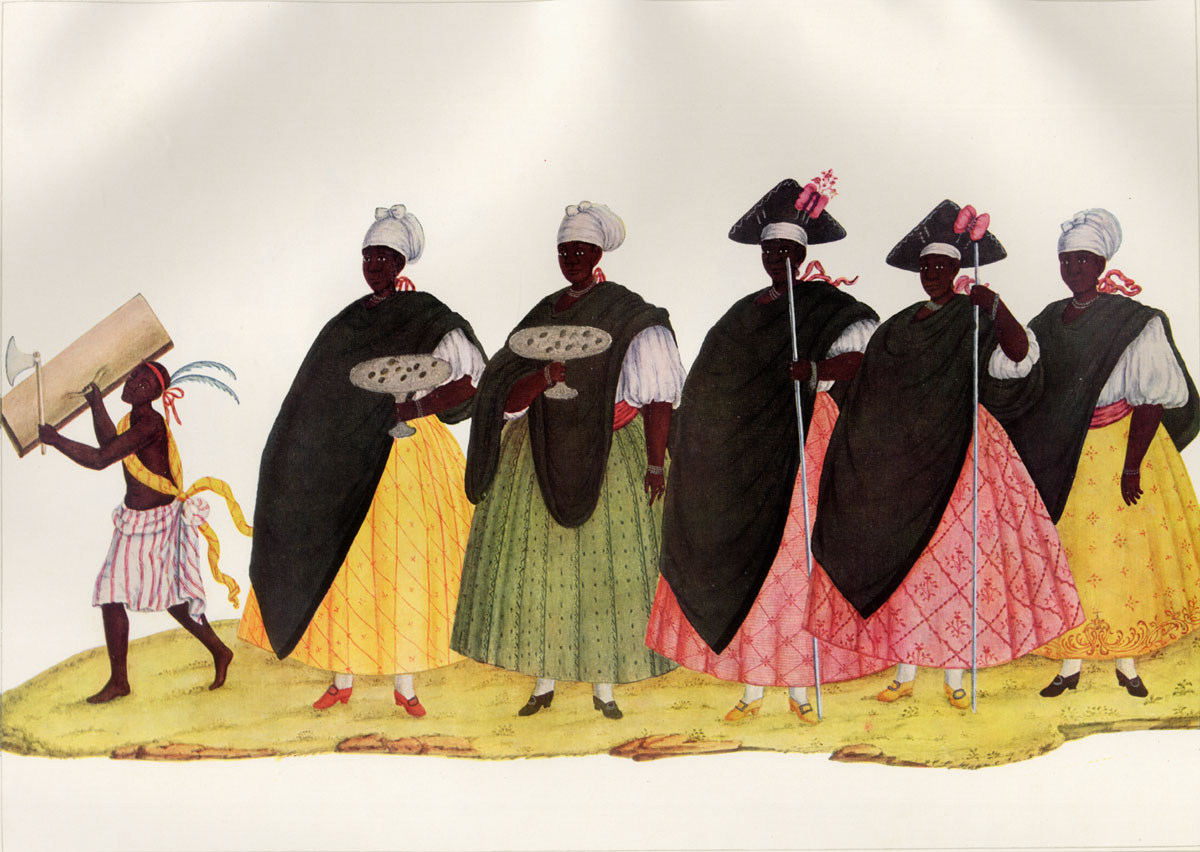
Mulheres negras com roupas de festa.
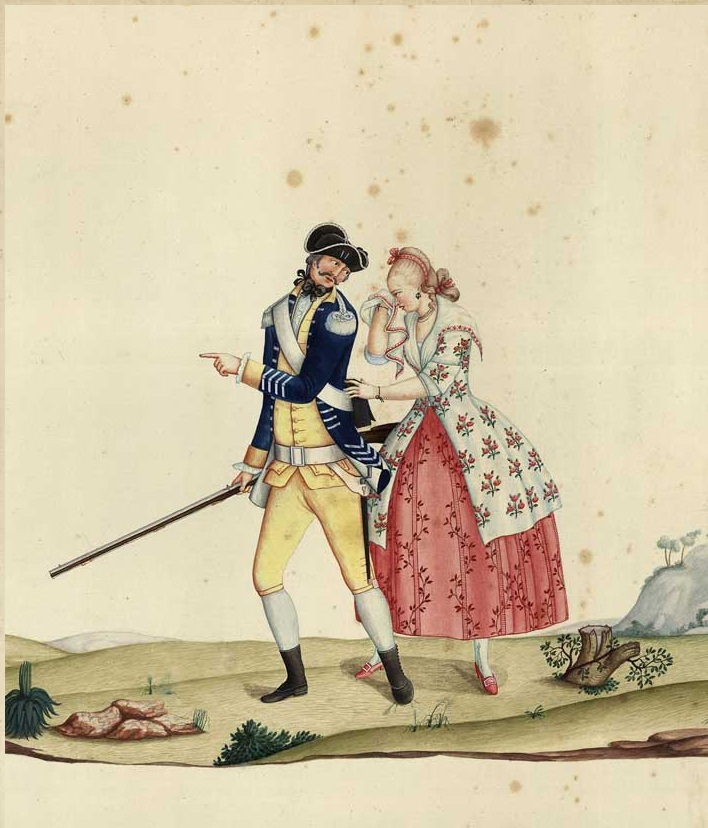
Soldado se despede da moça que chora
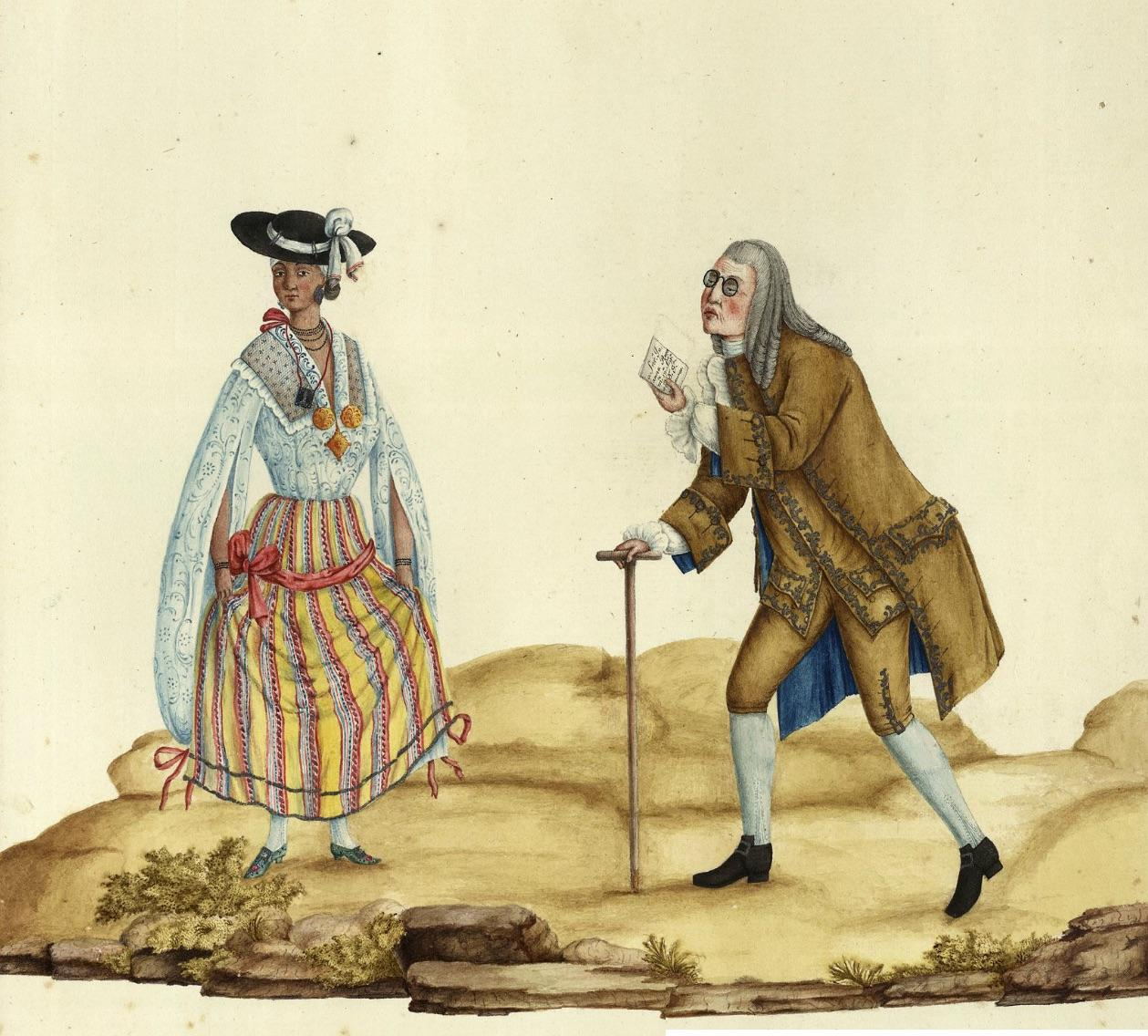
Velho entregando carta de amor à uma jovem mulata.
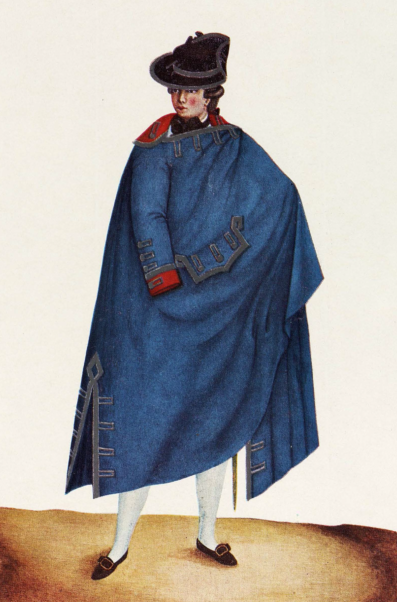
Homem coberto com um casaco longo.
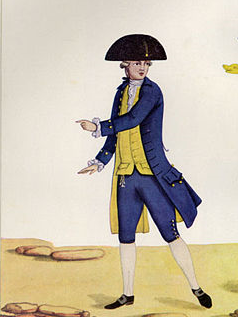
Homem vestindo um terno azul.
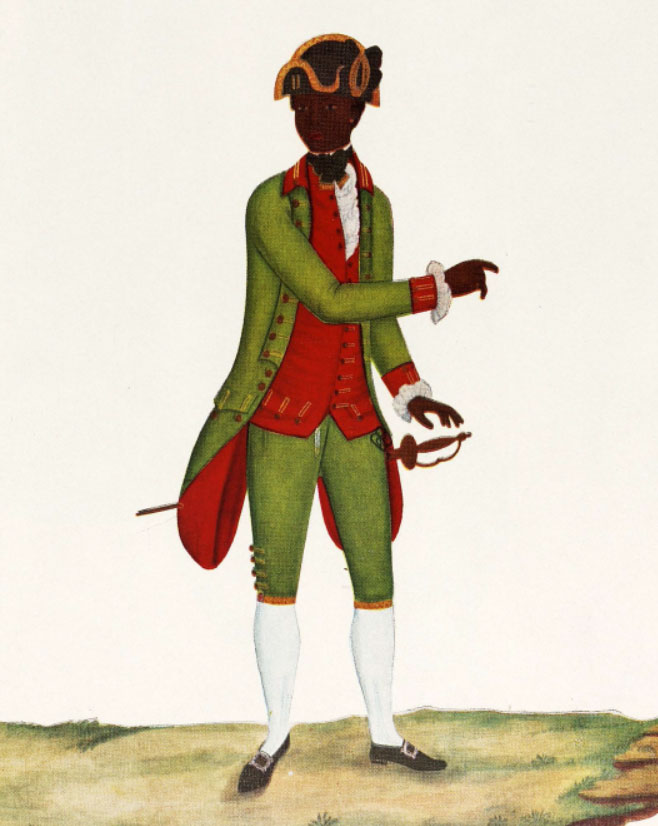
Homem negro alforriado.
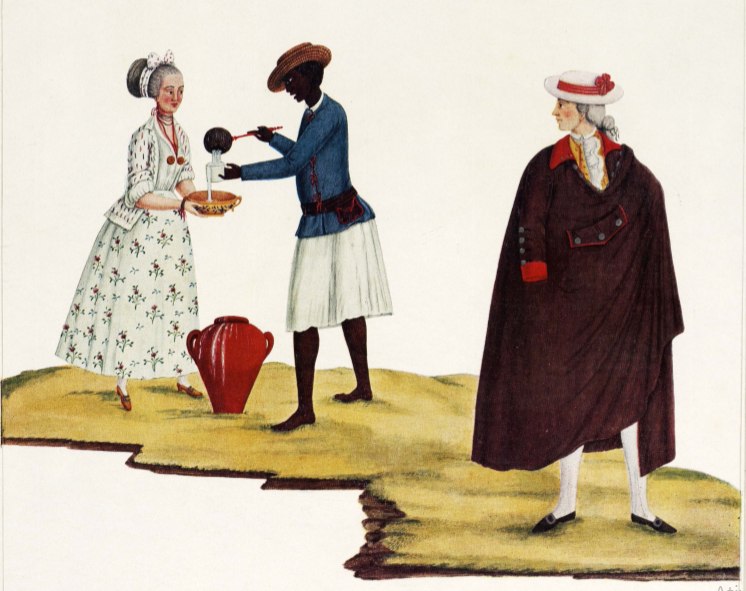
Mulher comprando leite, Leiteiro negro e homem de casaco longo e peruca.
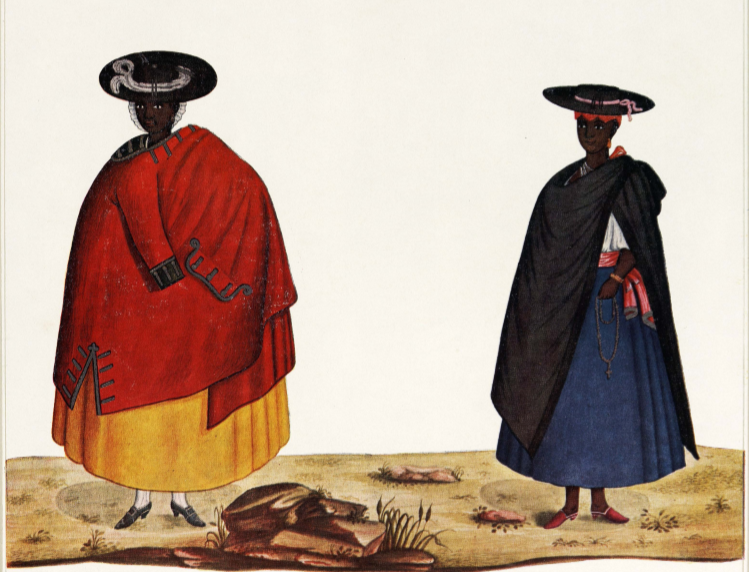
Mulheres negras Mucamas.
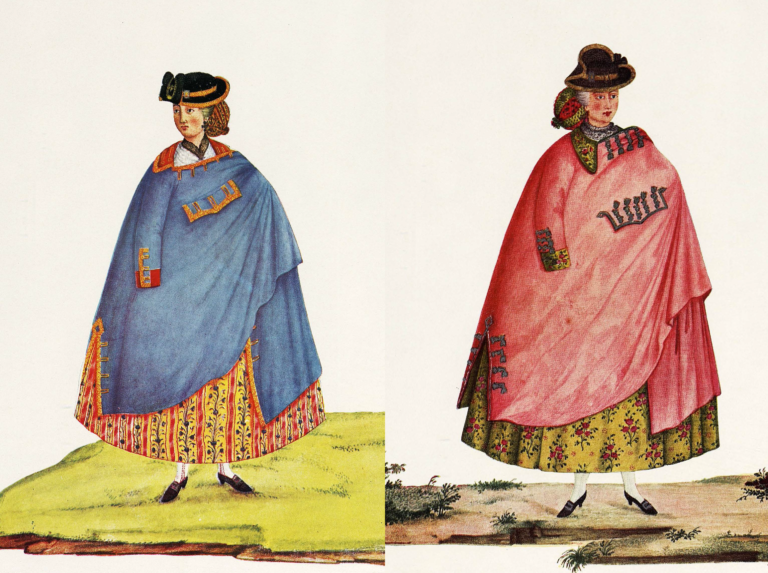
Mulheres brancas do Rio de Janeiro.